# Droséra
Drosera
Genre
Classification phylogénétique
Répartition géographique
Les droséras (du grec ancien δροσερός / droserós, « couvert de rosée », δρόσος / drósos signifiant « rosée »), ou rossolis (du latin ros solis, « rosée du soleil ») sont de petites plantes insectivores de la famille des Droséracées, appartenant au genre Drosera.
En 2008, pas moins de 188 espèces de droséras étaient dénombrées, localisées principalement dans l'hémisphère Sud. La moitié de ces espèces se trouve dans le sud-ouest de l'Australie.
Il existe en Europe trois espèces de droséras (Drosera rotundifolia, Drosera anglica, Drosera intermedia) ; toutes présentes une rosette collante et des feuilles colorées qui oscilles entre le vert et le rouge. Elles sont le plus souvent peu visibles, sur fond de sphaignes rougeâtres ou d'éricacées. L'espèce la plus répandue est Drosera rotundifolia, que l'on retrouve en Europe, Asie et Amérique du Nord. Ses feuilles, au limbe arrondi, sont appliquées contre le sol. Les deux autres espèces ont les feuilles allongées et plus ou moins dressées.
Toutes les espèces à l'état naturel vivent sur des sols humides, pauvres et acides, généralement dans des marais, landes humides ou tourbières de l’hémisphère Nord, souvent en colonies de nombreux individus, faiblement enracinées au milieu des sphaignes.
En France, où les droséras sont inscrits sur la liste des espèces végétales protégées depuis 1982, on en trouve notamment dans les parcs naturels régionaux Livradois-Forez, des Vosges du Nord, des Ballons des Vosges, des Boucles de la Seine normande, dans les tourbières du plateau de l’Aubrac et d'Armorique. En Belgique, on en trouve surtout dans la région des Hautes Fagnes (région wallonne), où elles sont strictement protégées.

## Description

### Les feuilles

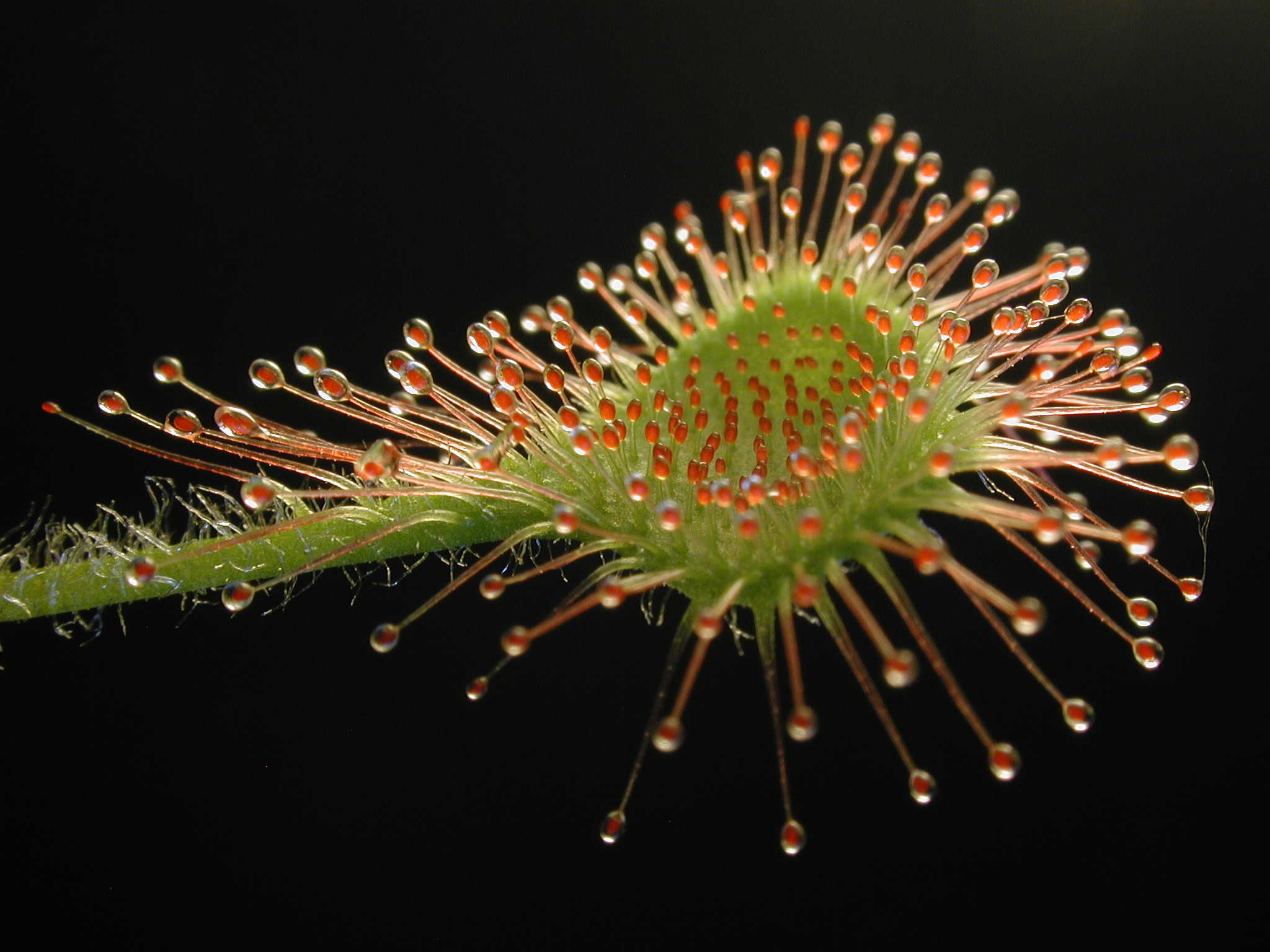
Feuille de Drosera rotundifolia.

Les feuilles, dans le cas de Drosera capensis, font environ 6 à 10 cm de long. Le limbe est orbiculaire.
Elles sont sensibles aux excitations mécaniques et chimiques. Elles portent des poils glanduleux, parfois irritants, sécrétant des substances mucilagineuses qui attirent et engluent les insectes. Après la capture, les poils se recourbent vers le limbe de la feuille. Les insectes ainsi piégés peuvent ensuite être digérés par des enzymes protéolytiques.

#### Les «poils»

Schéma d'un poil de Drosera.

Les feuilles de droséra sont recouvertes de poils de taille comprise entre quelques millimètres et un centimètre. Au bout de chacun de ces poils se trouve la zone endodermoïde, pied d'un amas — qui peut être, en fonction de l'espèce, transparent, vert ou rouge — de cellules sécrétant le mucilage (le parenchyme glandulaire)[réf. nécessaire].
Plus précisément, le pédicelle de chaque tentacule comprend une ou deux files de vaisseaux spiralés entourés de quelques assises de cellules parenchymateuses. Les vaisseaux aboutissent, dans la partie renflée du tentacule, à un massif d’éléments vasculaires également spiralés mais beaucoup plus courts, massif recouvert de cellules sécrétrices[réf. nécessaire]. 
Ces cellules sécrètent un mucilage acide, favorisant le développement d'un microbiote prospérant dans de multiples espèces de Droséras à travers l'aire de répartition mondiale. S'y trouve notamment le champignon symbiotique Acrodontium crateriforme dont la présence augmente le processus de digestion des proies dans les feuilles ainsi que l'assimilation des nutriments.
Ces cellules produisent aussi des enzymes protéolytiques dont l'action est favorisée par le milieu acide. La sécrétion s’effectue à travers des cellules parenchymateuses des pédicelles tentaculaires qui comprennent, à l’état de repos, une grande vacuole contenant en solution un pigment anthocyanique rouge vif colorant ces tentacules[réf. nécessaire].

### Les fleurs

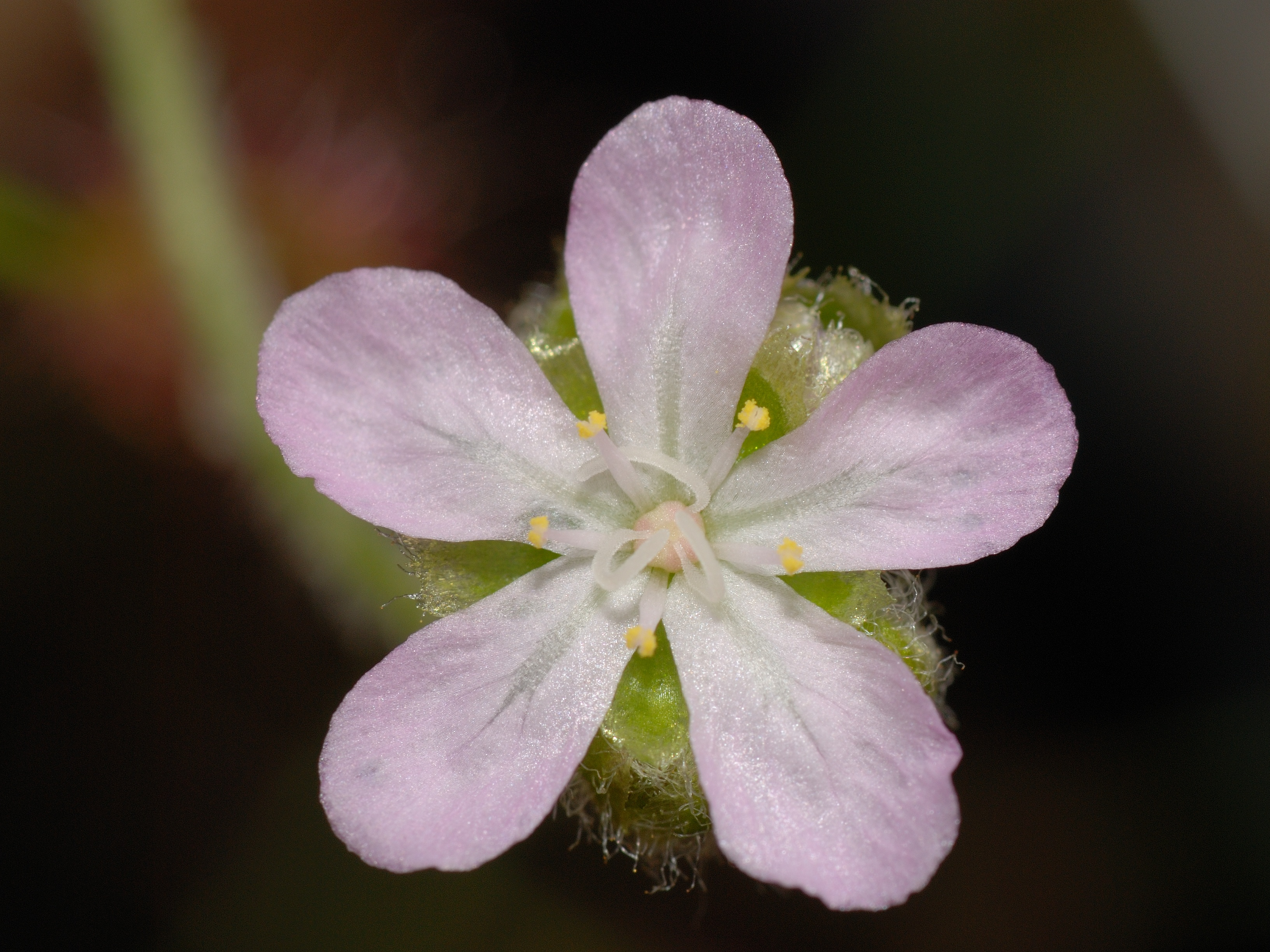
Fleur de Drosera scorpioides.

Les fleurs arborent différentes couleurs en fonction des espèces : mauve, blanc ou orange. Elles sont disposées en épi lâche et pédonculé au bout d’une hampe de 6 à 20 cm de haut dressée dès la base, en forme de crosse et rarement rameuse au sommet. La fleur possède 5 sépales, 5 pétales, 5 étamines et 3 carpelles. Une grande hampe florale maintient les fleurs en hauteur, ce qui permet d'éviter de piéger l'insecte pollinisateur,.

### Les fruits
Le fruit est une capsule contenant des graines albuminées, filiformes et ailées aux deux extrémités.
Les « droséras miniatures », espèces dont le diamètre de la rosette est compris entre 5 et 40 mm, utilisent surtout des gemmes pour se multiplier. Sortes d'« embryons » de feuilles produits l'hiver, elles donnent un plant identique à la mère : cette forme de reproduction est dite végétative, c'est-à-dire non sexuée. Il n'y a aucun échange de gènes.

### Les racines
Les racines des Droséra sont peu développées, ne servant qu'à deux choses, subvenir aux besoins de la plante en eau et l'ancrer dans le sol.
Plusieurs espèces d'Australie emploient leurs racines pour stocker eau et nutriments. D'autres espèces ne maintiennent en vie l'hiver que les racines, afin de pouvoir « revivre » au printemps. Drosera adelae et  hamiltonii (entre autres), utilisent leurs racines pour se multiplier.

## Fonctionnement du piège

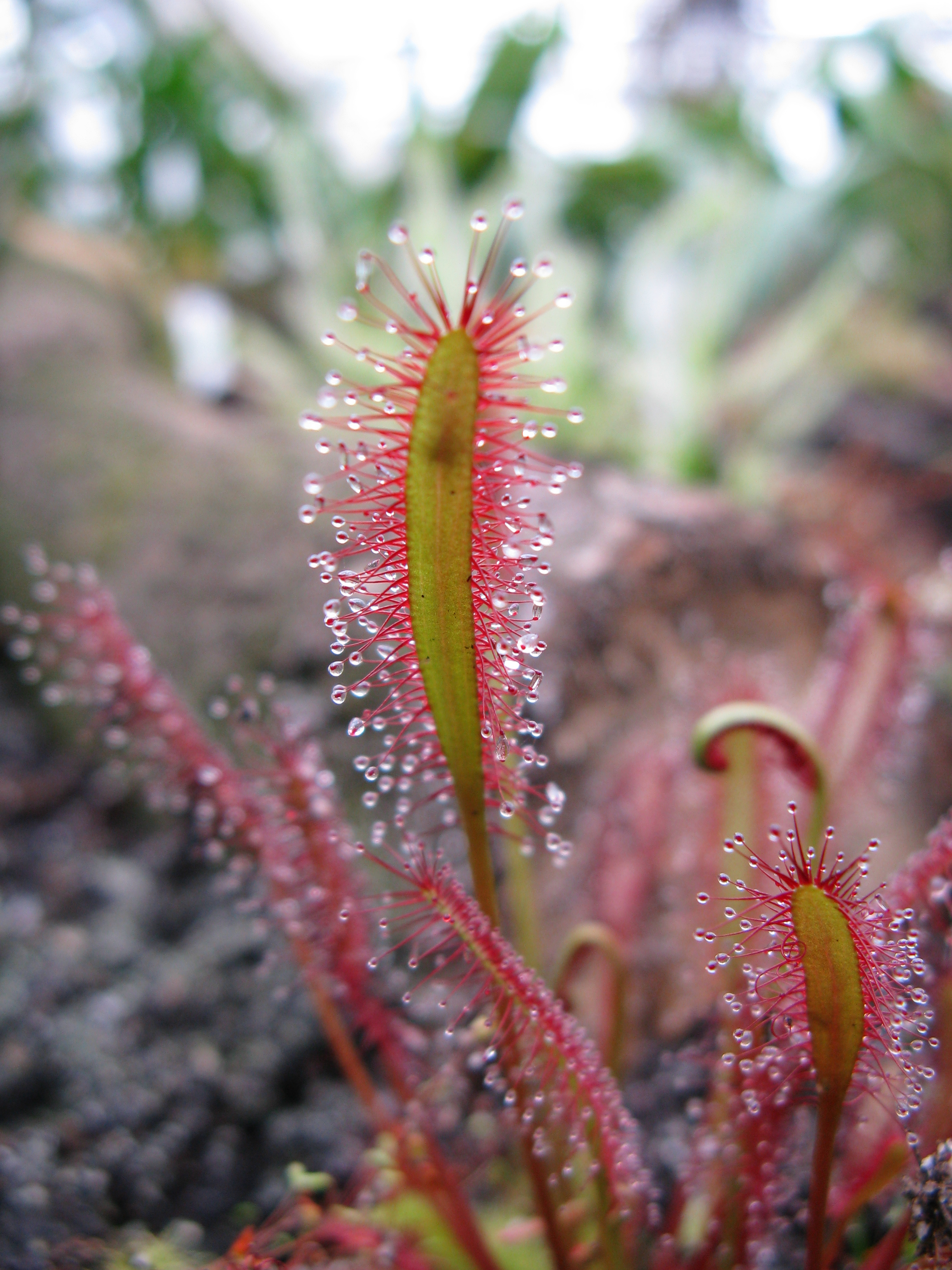
Au soleil, le mucilage brille comme de la rosée, d'où le nom de rossolis.

Les droséras sont dotés d'un piège semi-actif. En effet, celui-ci possède une action mécanique mais secondaire et de faible amplitude.
Pour attirer les insectes vers le piège, les droséras utilisent en priorité le sens de la vue des insectes : au soleil, le mucilage permet à la feuille de briller comme si elle était recouverte de rosée ou de nectar. Ses sécrétions sont de plus en plus abondantes avec la durée du jeûne.
Des études récentes réalisées en Nouvelle-Zélande ont toutefois montré que chez les espèces à longue hampe florale, les feuilles sont uniquement des pièges passifs. Par contre, les espèces à pédoncule court émettent des composés chimiques qui attirent les insectes pollinisateurs sur les fleurs, et les proies sur les feuilles.
La stratégie de capture de la proie est comparable à celle des papiers tue-mouche. La proie, venant se poser sur une des feuilles, y est retenue par la matière visqueuse des tentacules. Puis sa propre activité la met de plus en plus en contact avec la glu des poils. Son agitation pour se dégager stimule l’activité des cellules sécrétrices. Ensuite, les tentacules et le limbe de la feuille se mettent en mouvement très lentement. Le déplacement des poils — dû au pliement de chaque pied — est extrêmement lent, contrairement à celui des « mâchoires » de la dionée ; il ne participe pas à la capture de la proie. Il accélère en revanche le processus digestif. Le droséra se met alors à sécréter des composés cyanogènes pour accélérer la mort de l'insecte.

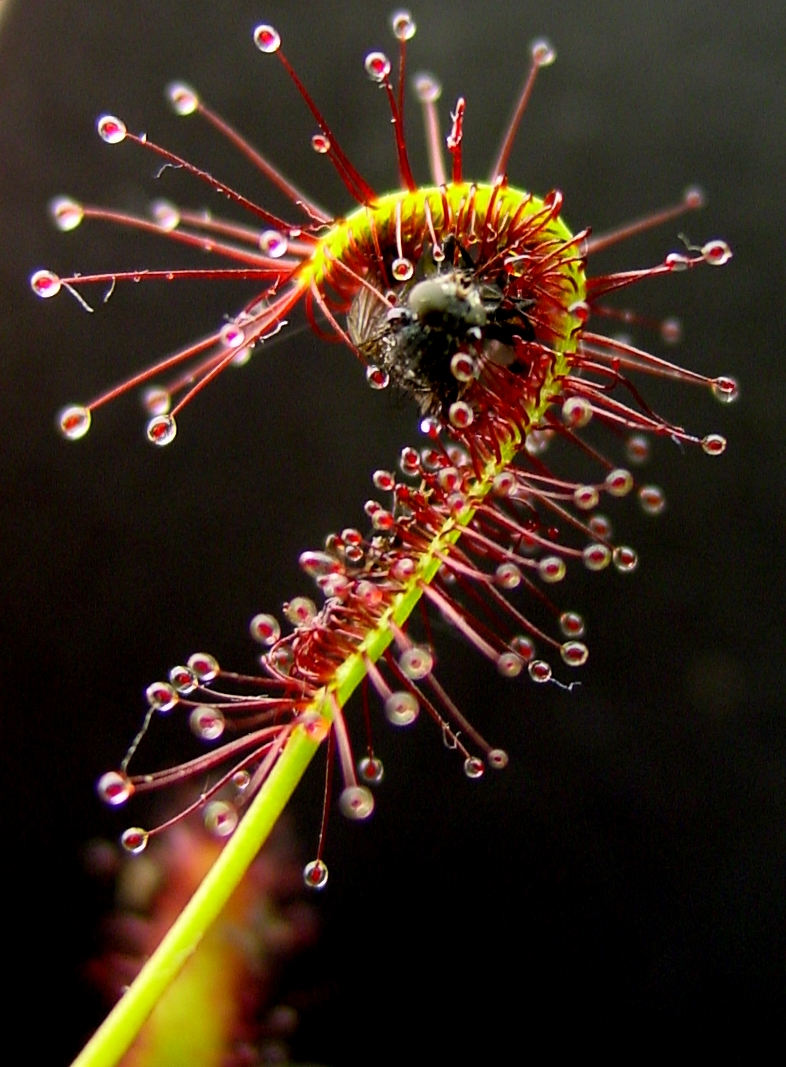
Lors d'une capture, la feuille se referme lentement sur la proie afin de la digérer.

Une à plusieurs heures sont nécessaires au repli complet de la feuille. La proie, engluée, meurt d’asphyxie. Elle est ensuite amenée jusqu'au centre de la feuille, là où se trouvent les glandes digestives. Dans le cas le plus fréquent de la prise d'un insecte, il ne subsiste plus après un ou deux jours, au milieu de la feuille, que le squelette chitineux de l'animal. En une à deux semaines, la feuille a repris sa forme initiale.
Les mouvements des feuilles du droséra sont en fait la somme de tropisme et de nastie. Pendant la digestion, les grandes vacuoles riches en pigment anthocyanique sont fragmentées par le cytoplasme. Celui-ci, s’imbibant aux dépens des colloïdes vacuolaires, se gonfle et produit de nombreux pseudopodes internes qui pénètrent dans la vacuole, s’y anastomosent, puis finissent par diviser cette dernière en un grand nombre de petits éléments denses, globuleux ou filamenteux. La teinte de la vacuole vire au gris violacé. On interprète ces faits comme traduisant le passage, à travers ces cellules, des produits de la digestion protéolytique. Si on a noté la présence (exceptionnelle) de bactéries commensales qui participent à la digestion, une digestion normale est également constatée dans le liquide stérile extrait des tentacules. Les droséras peuvent donc digérer leurs proies grâce à leurs seules sécrétions, sans bactéries symbiotiques comme cela a longtemps été pensé.

## Expériences historiques
À partir de 1860, Charles Darwin, secondé par son fils Francis, commencèrent une longue série d'expériences pour étudier la manière dont les droséras attrapaient et digéraient leurs proies. Ils ont constaté en particulier que les spécimens nourris atteignaient une taille plus imposante que les autres. Les plantes réagissaient bien avec la viande crue ou rôtie, le fromage, la saucisse, le blanc d’œuf et le lait, mais refusaient de digérer le sucre, l’amidon et les graisses végétales.
Dans une lettre datée du 21 novembre 1860, adressée au botaniste anglais Joseph Dalton Hooker, Charles Darwin évoque l'extrême sensibilité de ces plantes :
« J'ai travaillé comme un fou sur le droséra. Je vous citerai un fait absolument certain, et que pourtant vous ne croirez pas, à savoir qu'un poil d'un poids infime placé sur une glande fait se recourber vers l'intérieur un des poils glanduleux du droséra et modifie chacune des cellules de la tige de la glande. »
Dans une lettre datée du 24 novembre 1860, adressée au géologue Charles Lyell, Charles Darwin écrit : « En ce moment, je m'intéresse davantage à la droséra qu'à l'origine de toutes les espèces dans le monde. »
Le résultat de ses recherches sur le droséra et d'autres plantes carnivores fut publié le 2 juillet 1875 dans son livre Insectivorous Plants.

## Culture
Les différentes variétés de droséra nécessitent un substrat humide, composé d'un mélange de tourbe, de sable non calcaire et de sphaigne. L'eau du robinet est à proscrire, car calcaire ; aussi, l'arrosage ne doit se faire qu'avec, ou de l'eau de pluie, ou osmosée, ou déminéralisée.

## Utilisations

### Usage médicinal

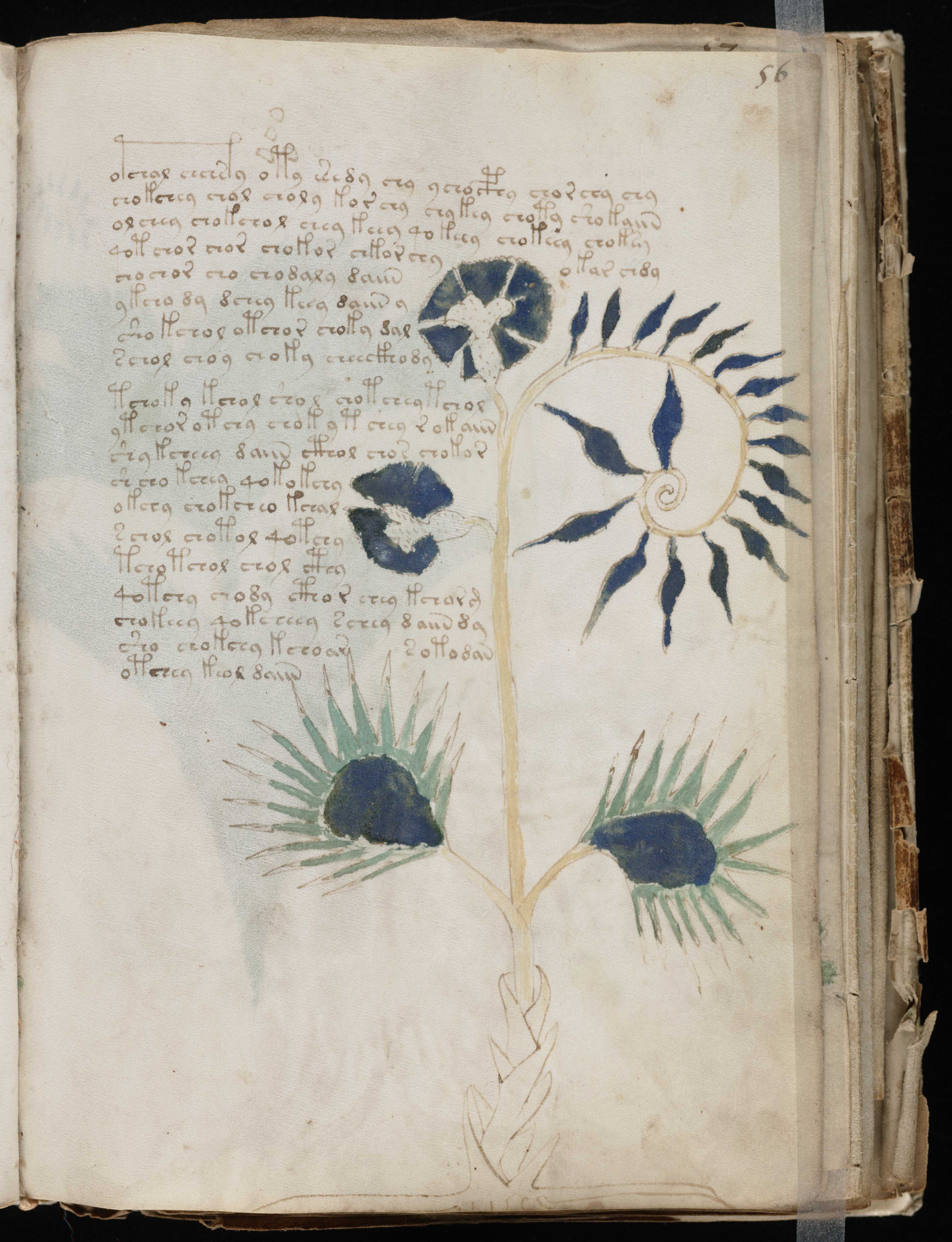
Cette illustration dans Le Manuscrit de Voynich pourrait être celle d'un droséra, folio 56r.

De nombreux médicaments d'aujourd'hui contiennent des composants actifs contenus dans les droséras, comme certains flavonoïdes (Kaempférol, Myricétine, Quercétine, Hypérine), certains quinones, des caroténoïdes, de la résine, des tanins et plusieurs acides (butanoïque, citrique, méthanoïque, gallique, malique, propanoïque, ascorbique) aux propriétés diverses : antitussif (sirop pour la toux), antispasmodique, antipyrétique, antiseptique.
Des préparations à base de Drosera rotundifolia seraient employées contre les verrues.

### Usage ornemental
Par leur nature étonnante, les droseras font partie des plantes d'ornement, bien que beaucoup d'espèces soient exigeantes et demandent un entretien difficile. Aussi, la plupart des espèces ne sont pas disponibles dans le commerce. Les variétés les plus communes sont Drosera capensis, Drosera aliciae et Drosera spatulata. D'autres, comme Drosera rotundifolia ou Drosera filiformis, ne sont disponibles que chez des vendeurs spécialisés.

## Classification systématique
Les drosera se répartissent en 3 sous-genres : Drosera, Ergaleium et Regiae.

### Liste d'espèces
Selon World Checklist of Selected Plant Families (WCSP) (5 mars 2011) :

## Galerie

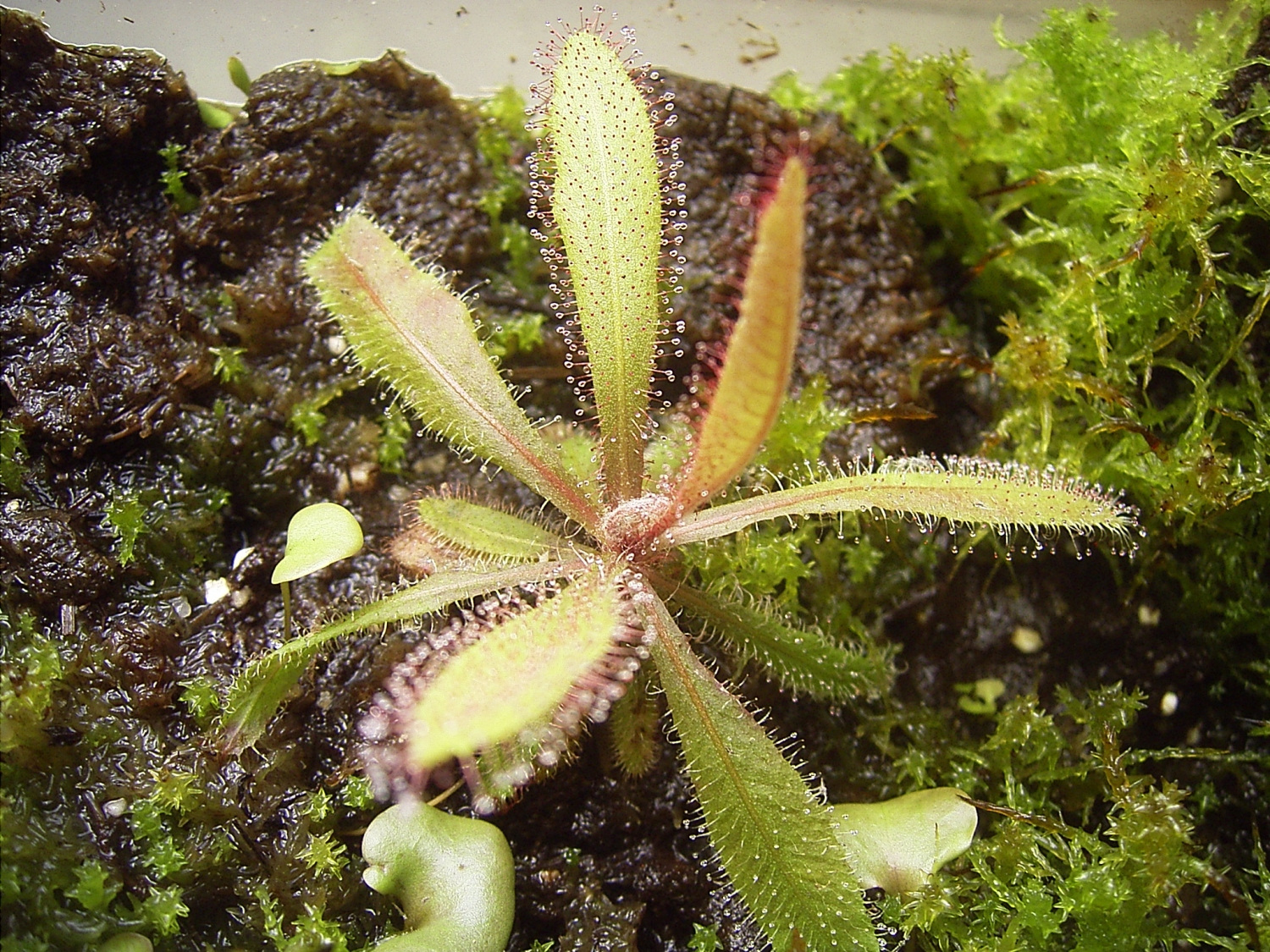
Drosera adelae
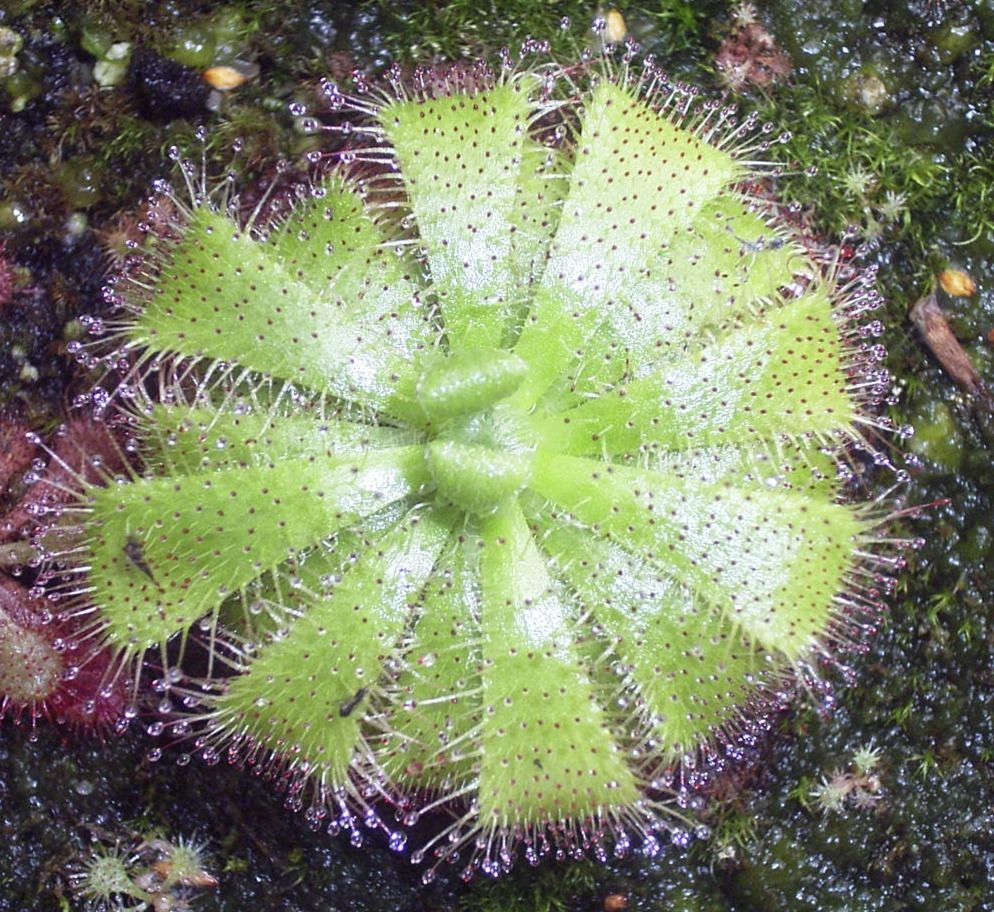
Drosera admirabilis
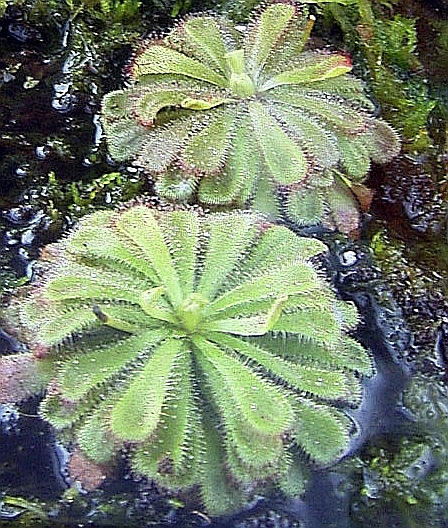
Drosera aliciae
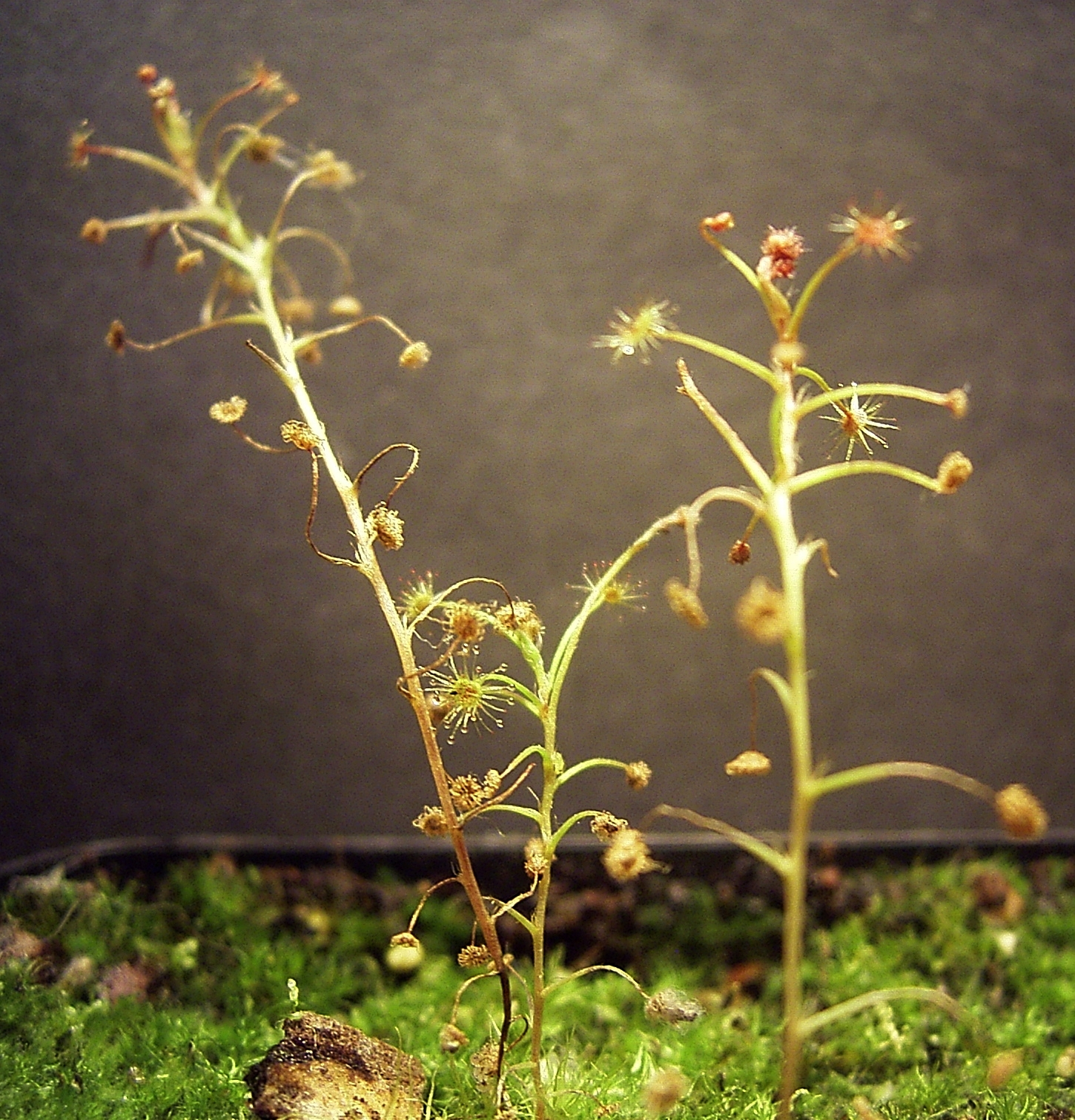
Drosera banksii
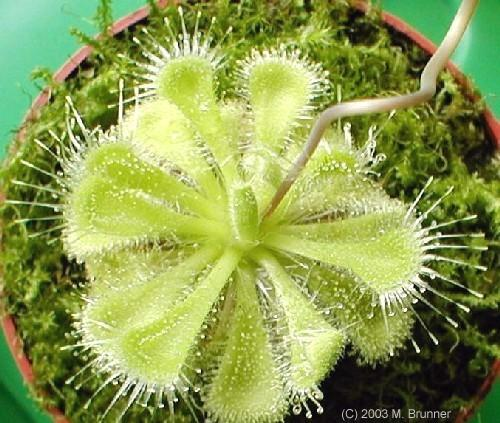
Drosera burmanii
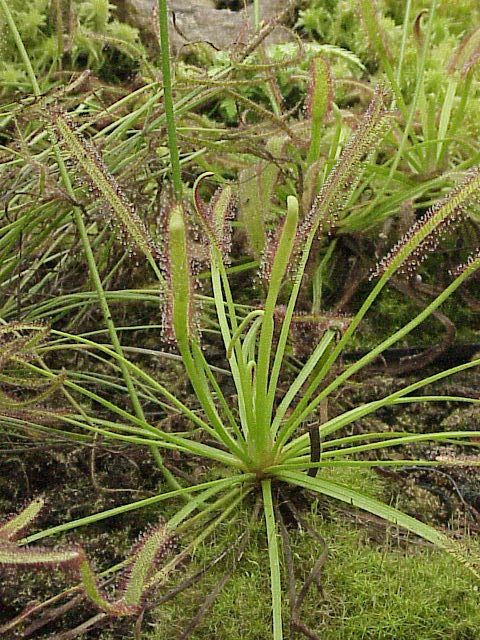
Drosera capensis
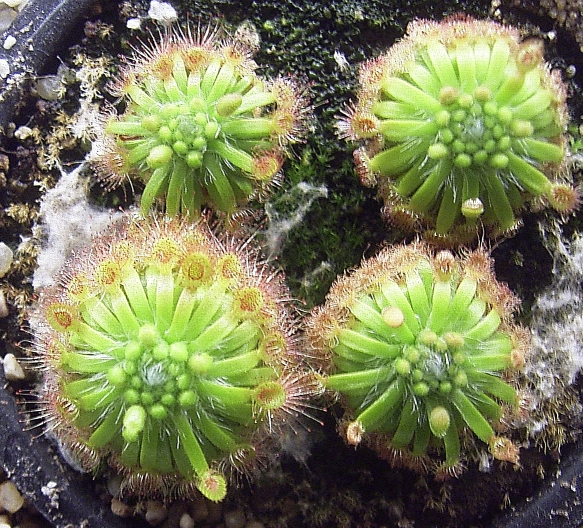
Drosera closterostigma
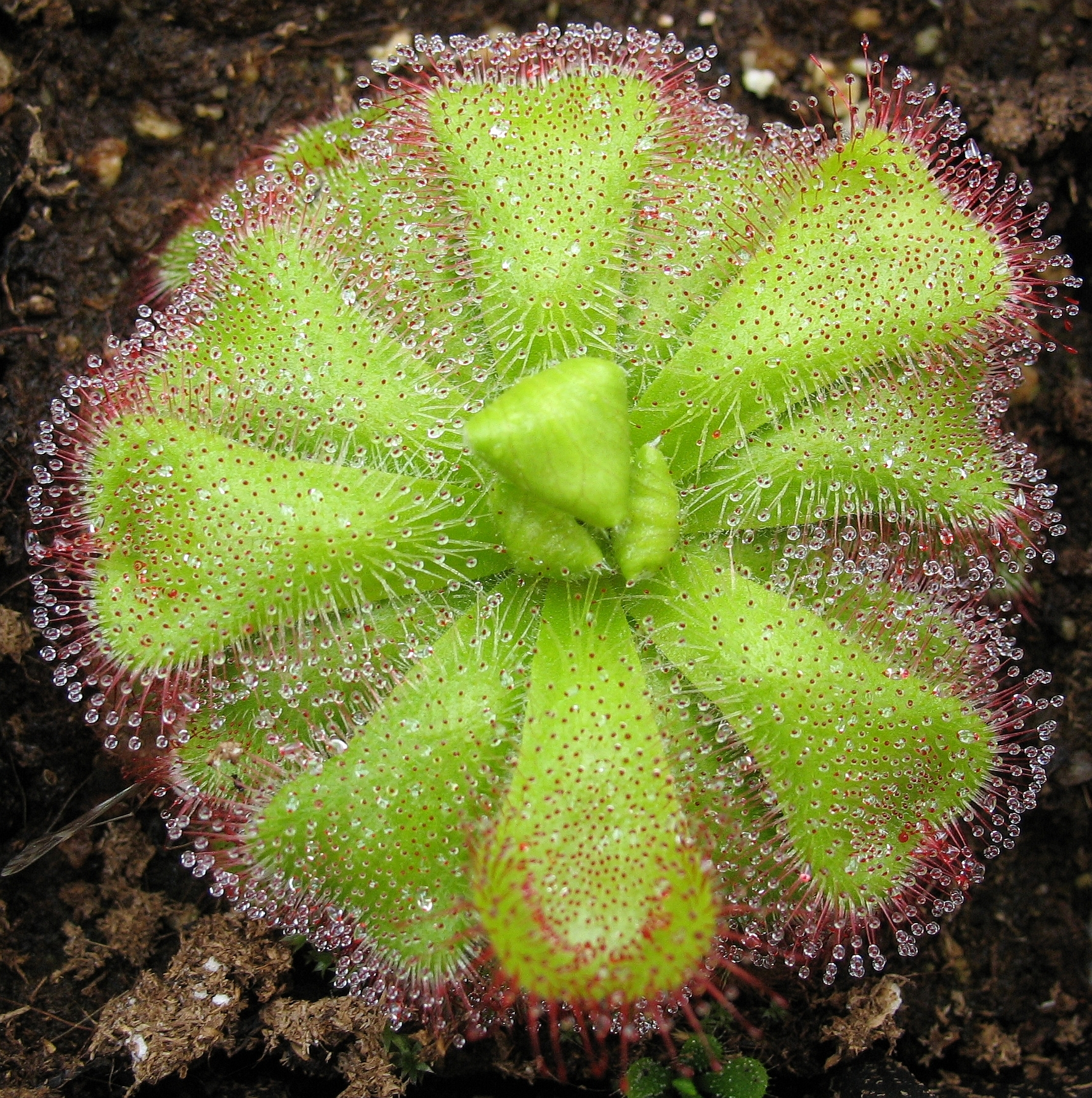
Drosera cuneifolia
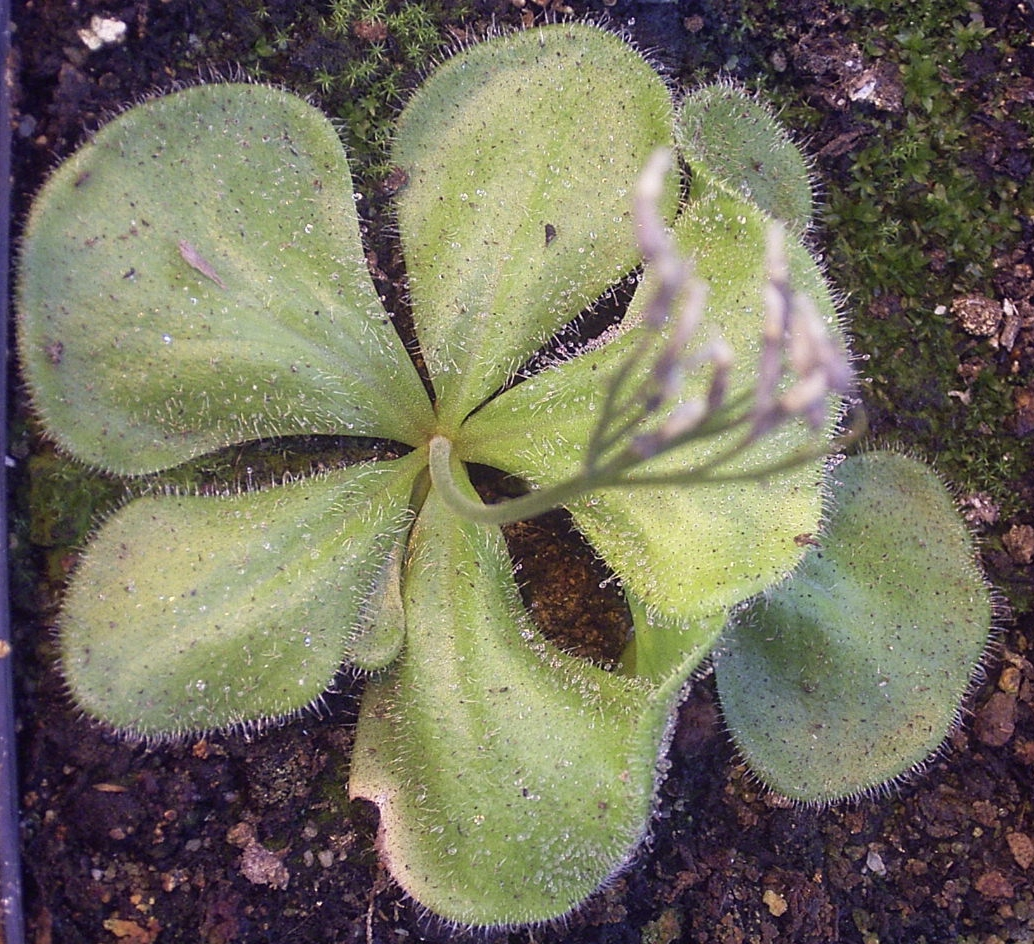
Drosera erythrorhiza
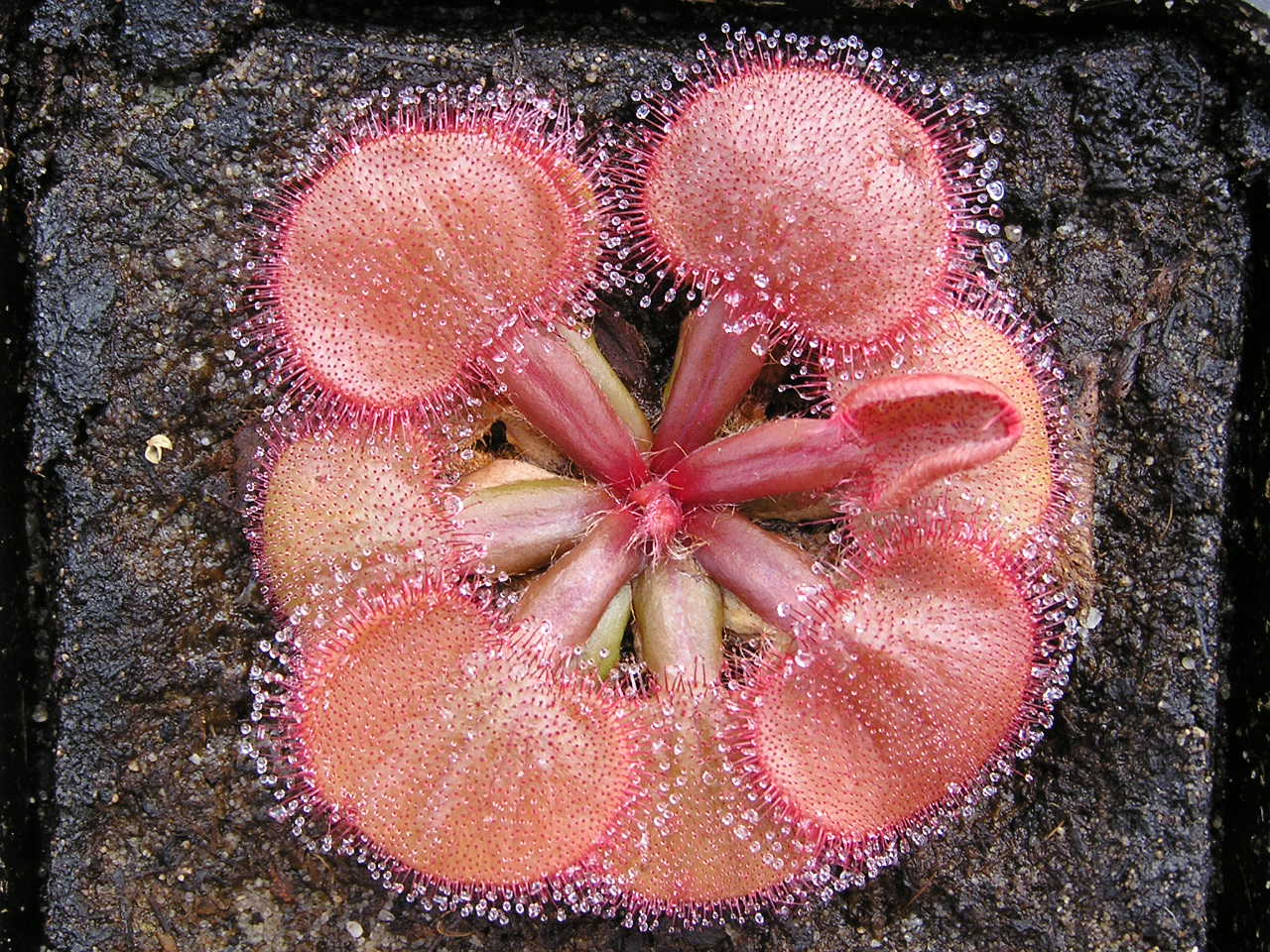
Drosera falconeri
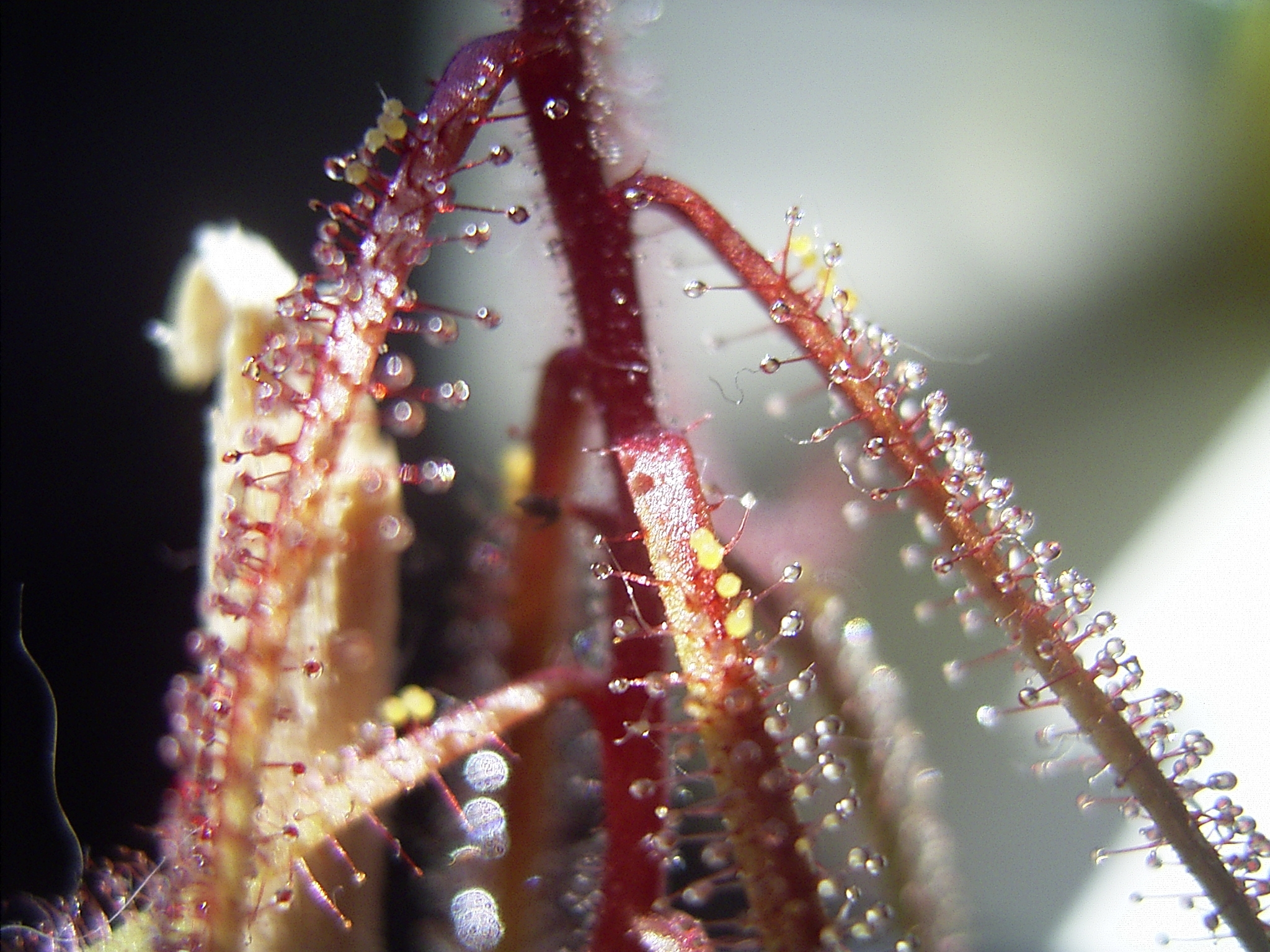
Drosera hartmeyerorum
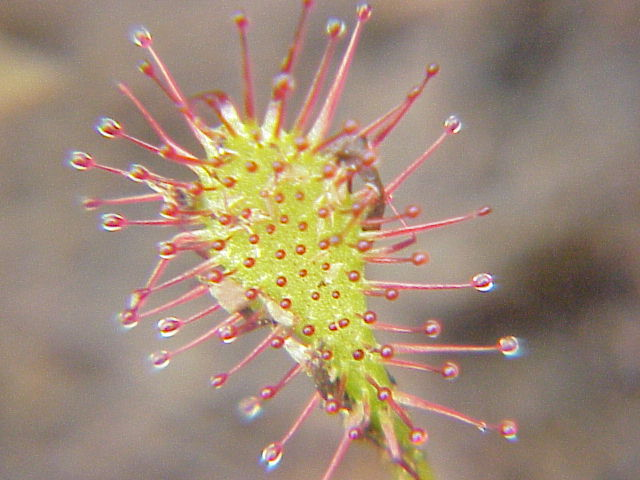
Drosera intermedia
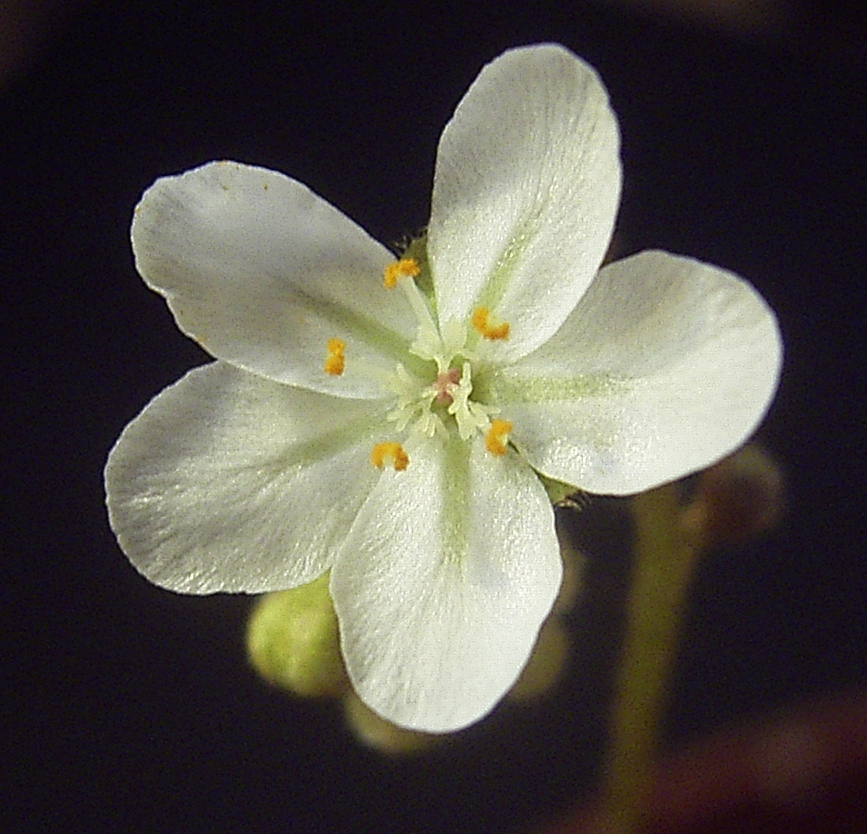
Drosera kenneallyi
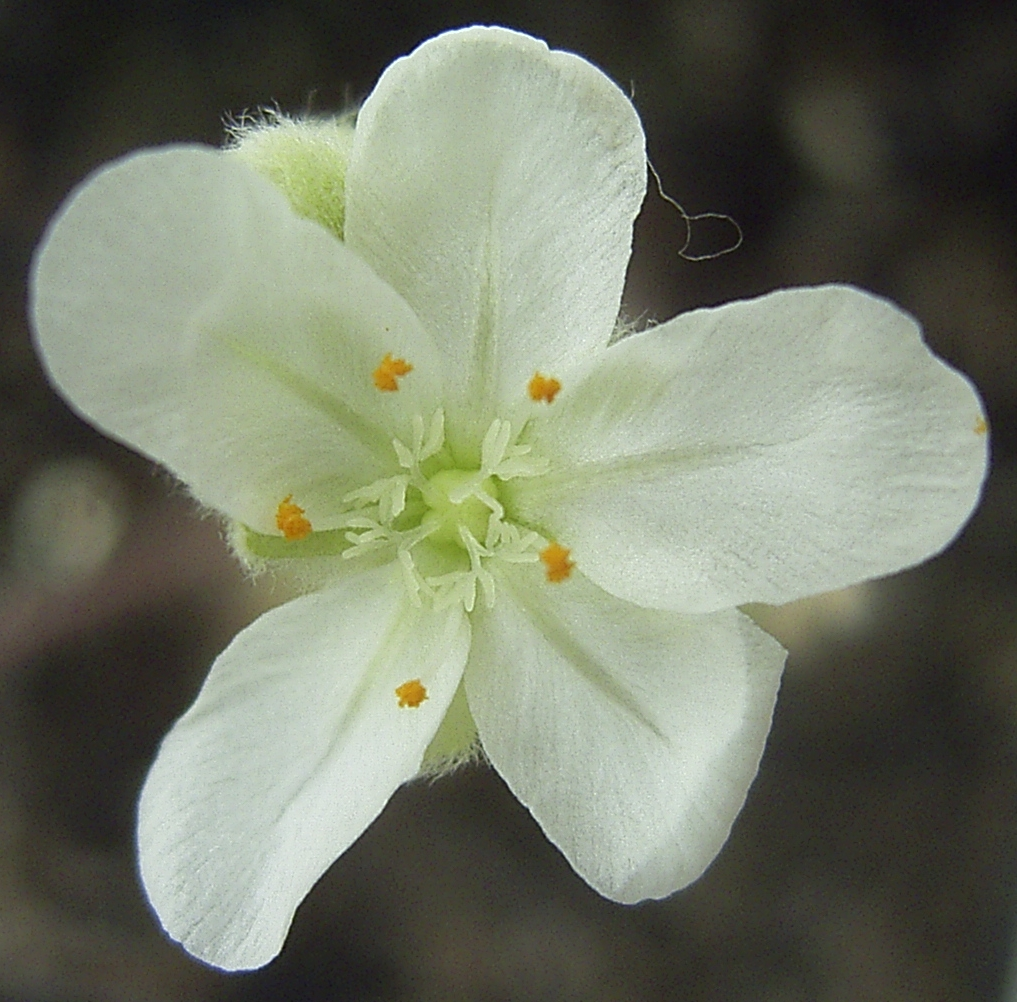
Drosera lanata
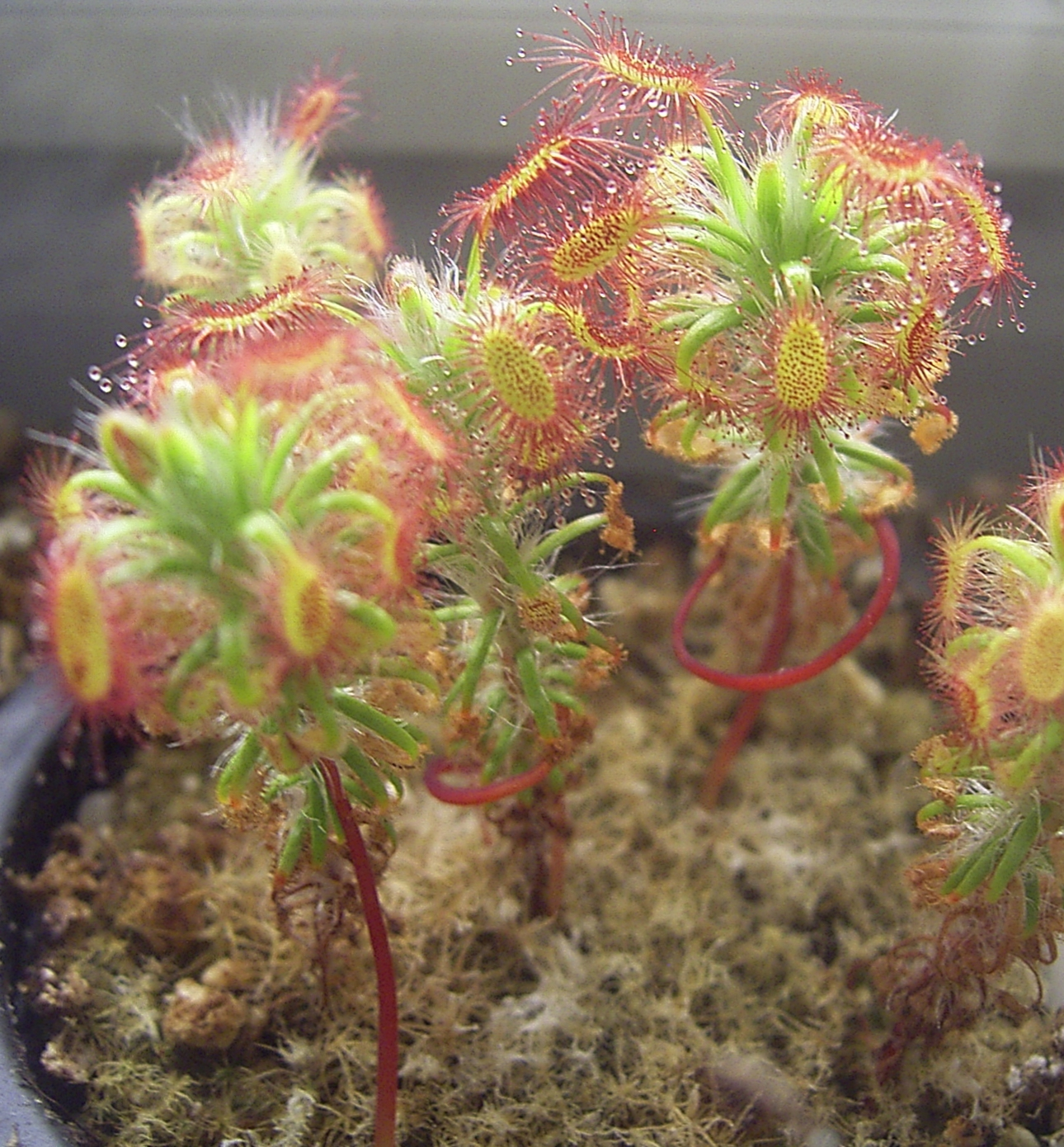
Drosera lasiantha
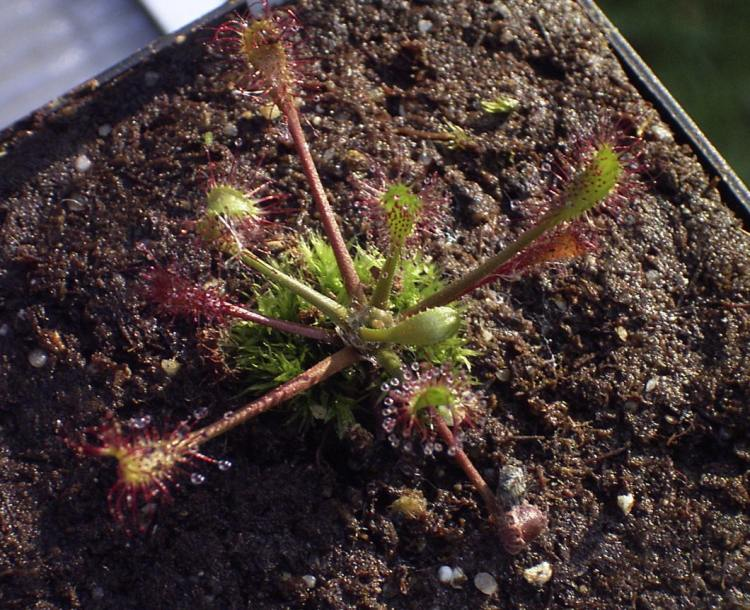
Drosera longifolia
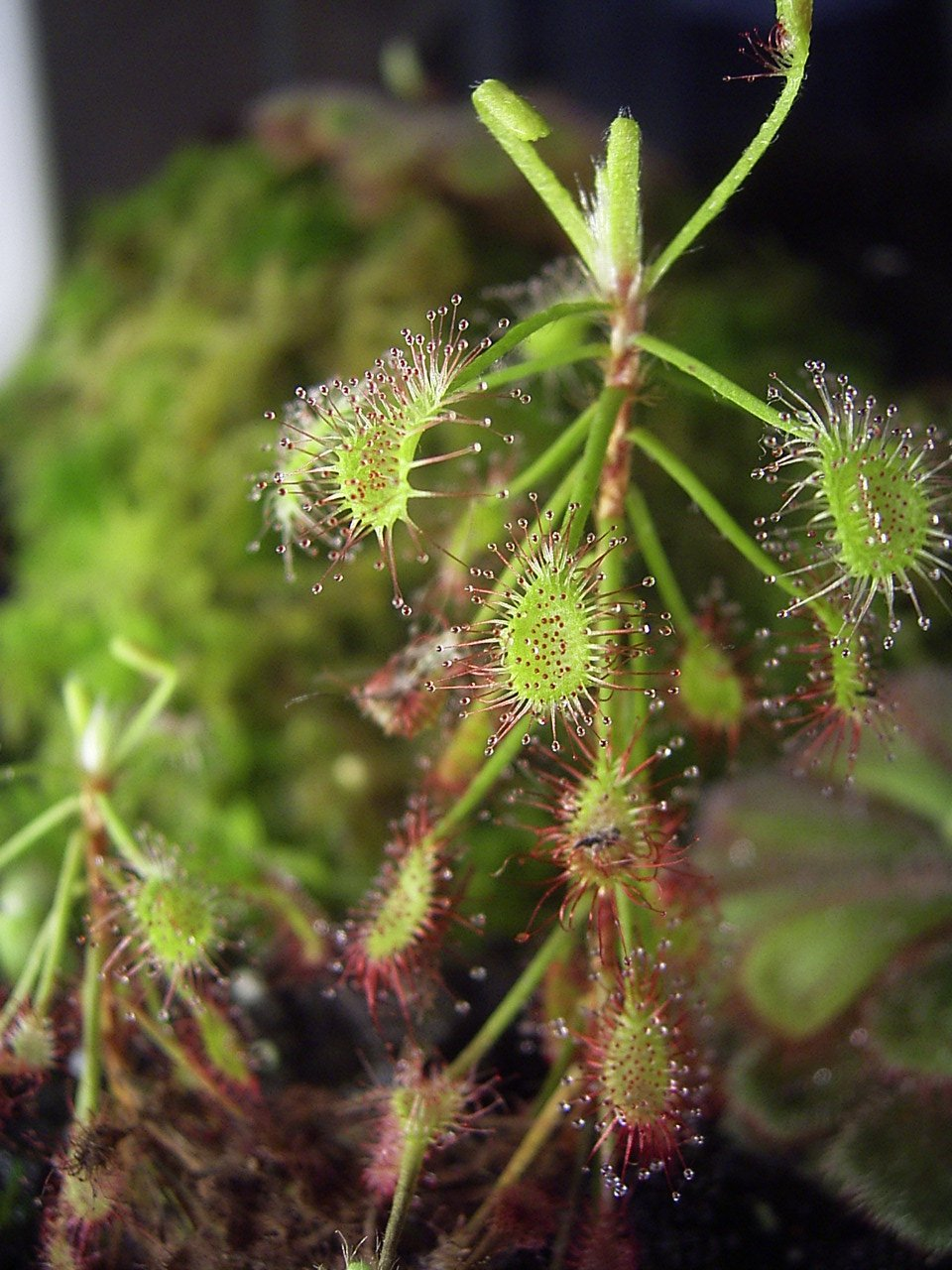
Drosera madagascariensis
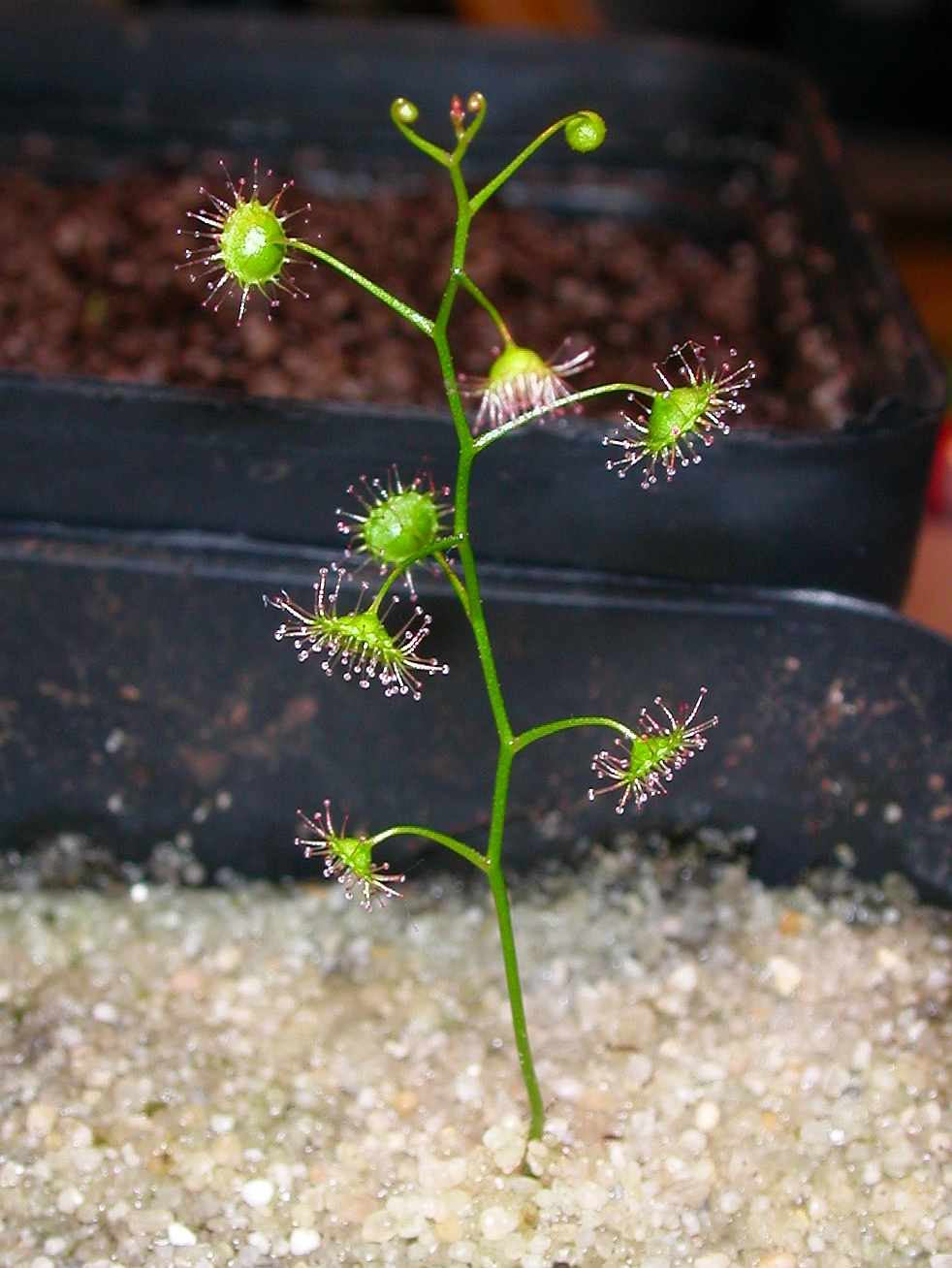
Drosera menziesii
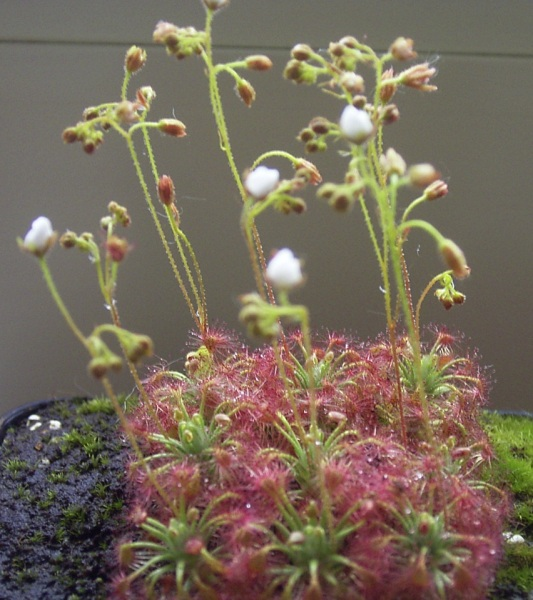
Drosera nitidula
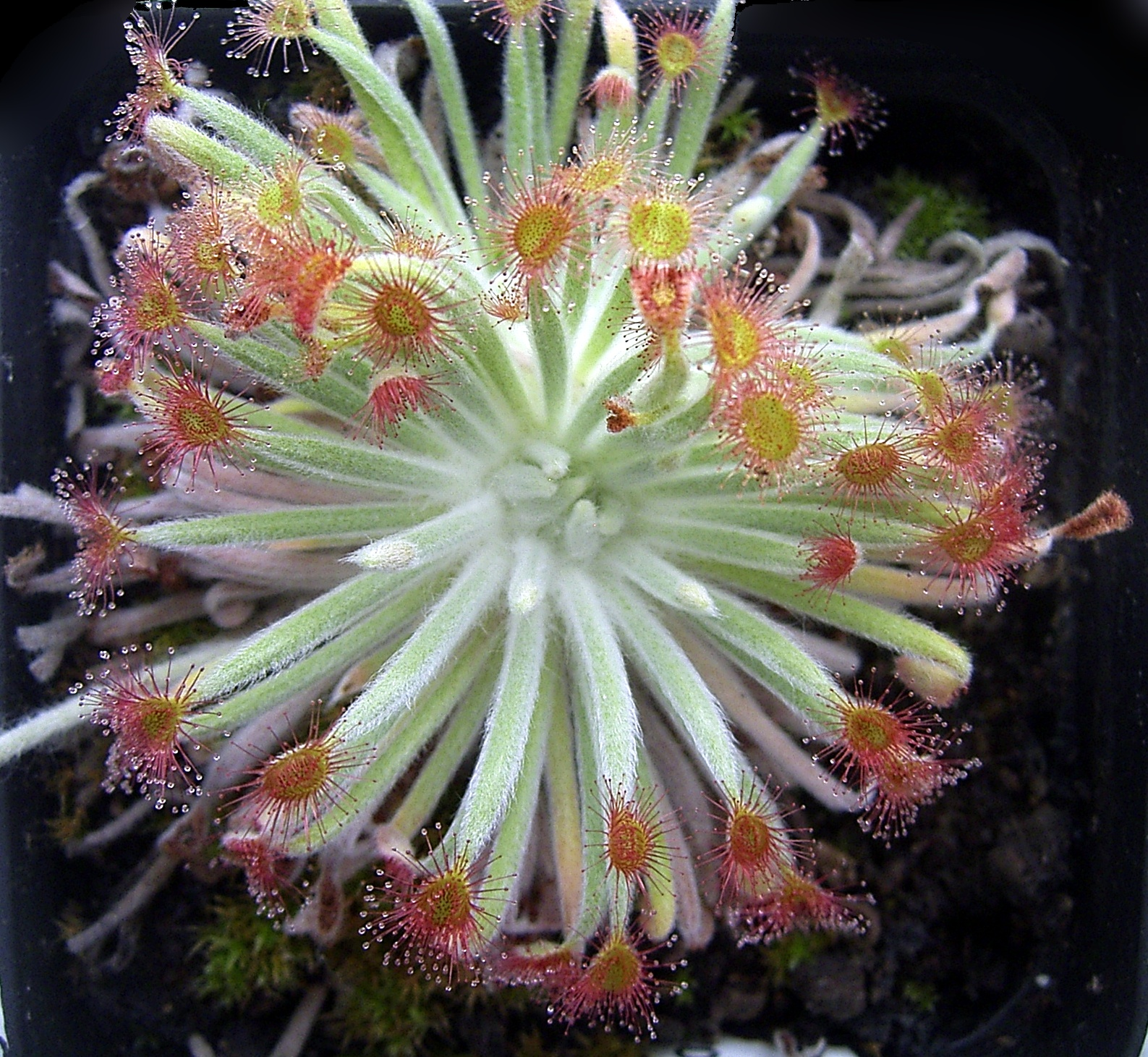
Drosera ordensis
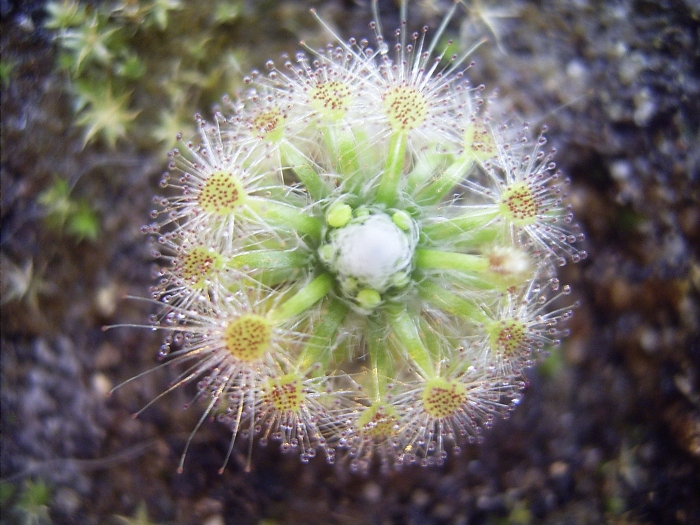
Drosera oreopodion
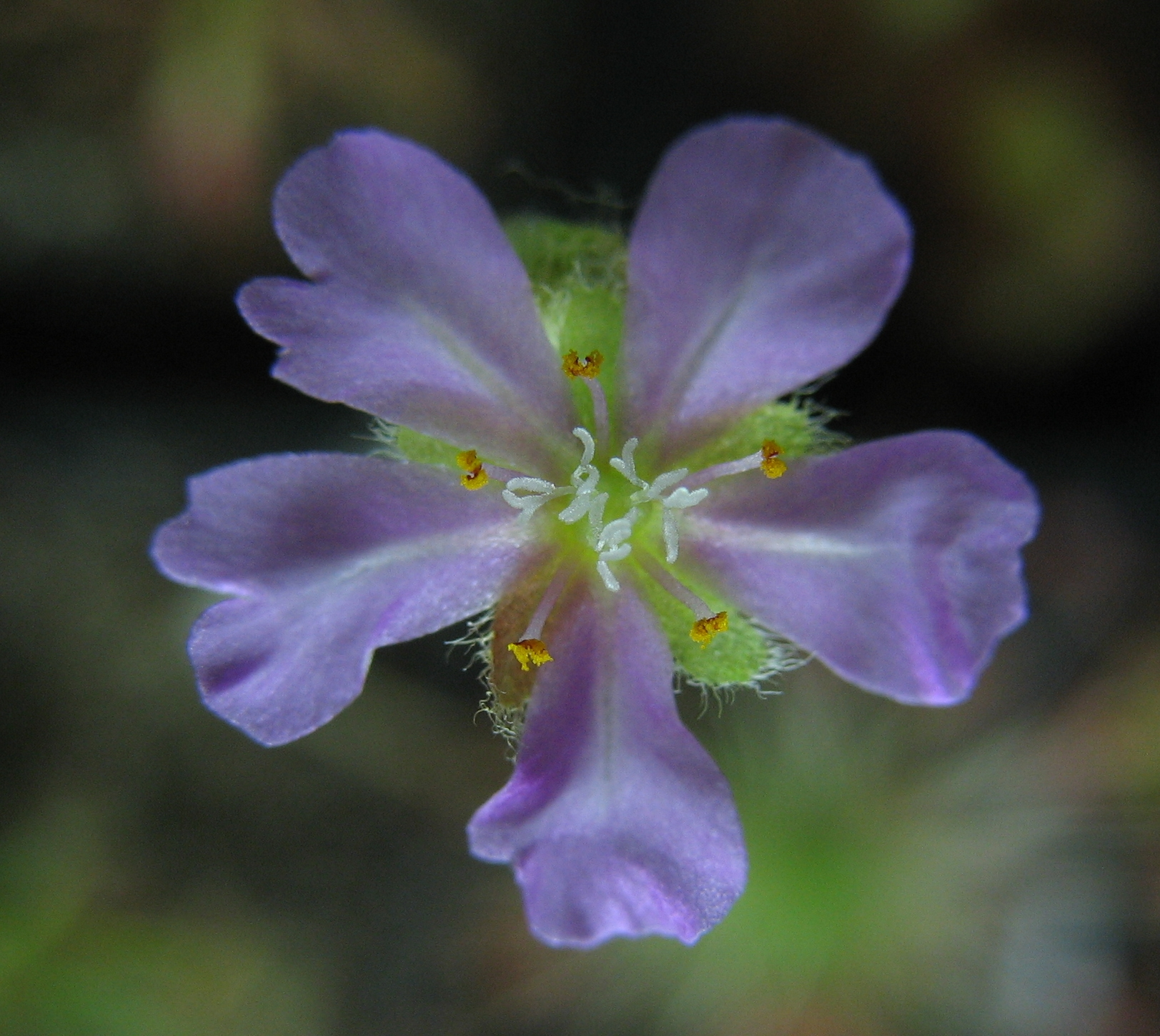
Drosera paradoxa
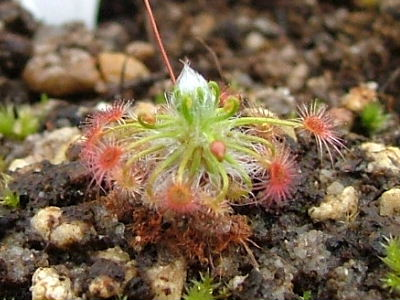
Drosera pedicellaris
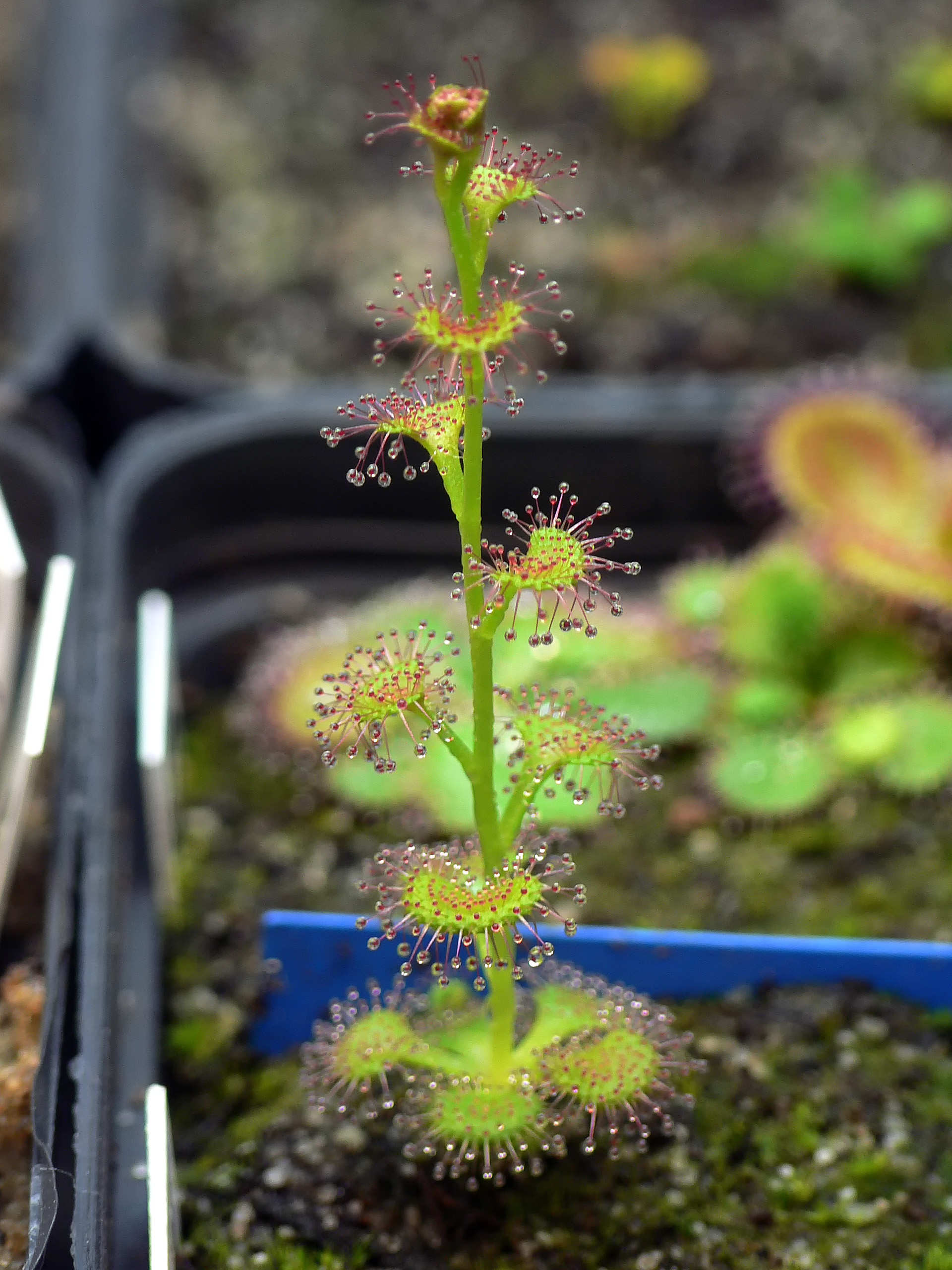
Drosera platypoda
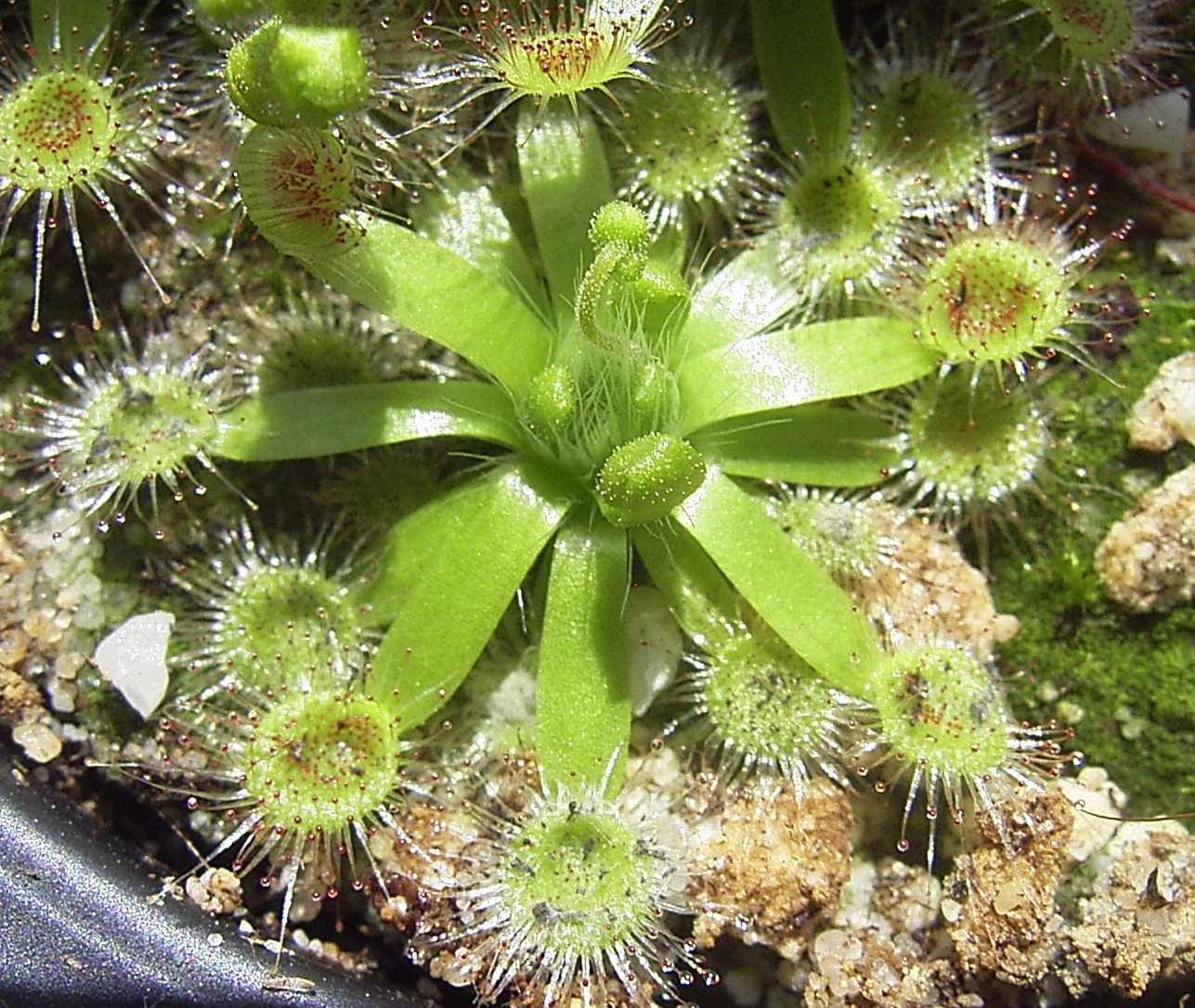
Drosera pulchella
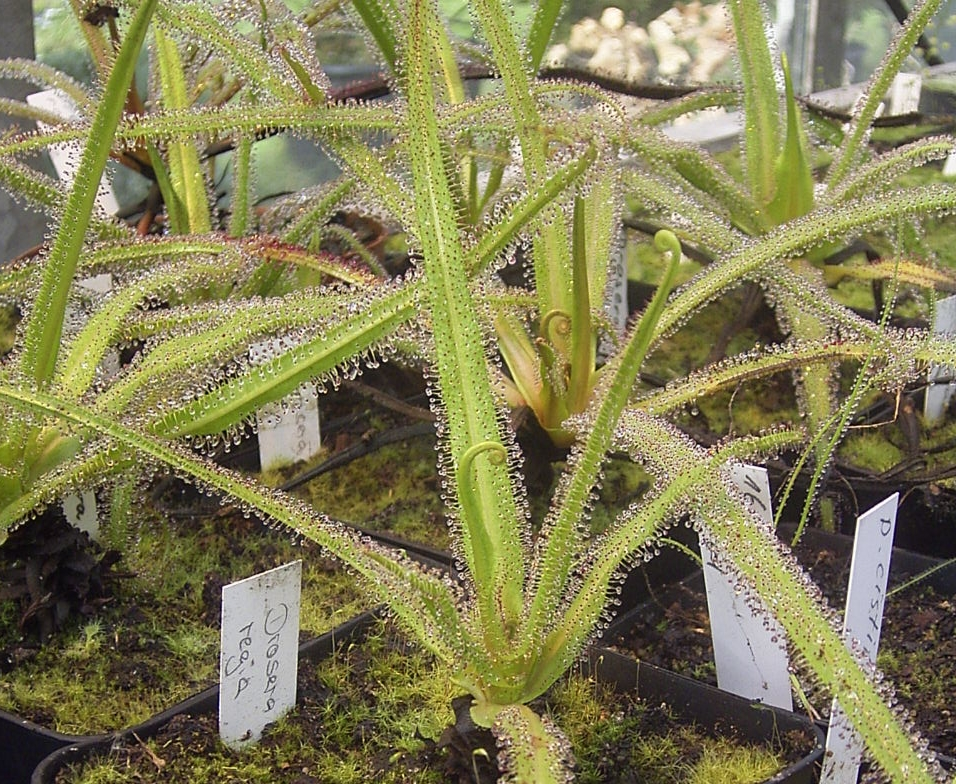
Drosera regia
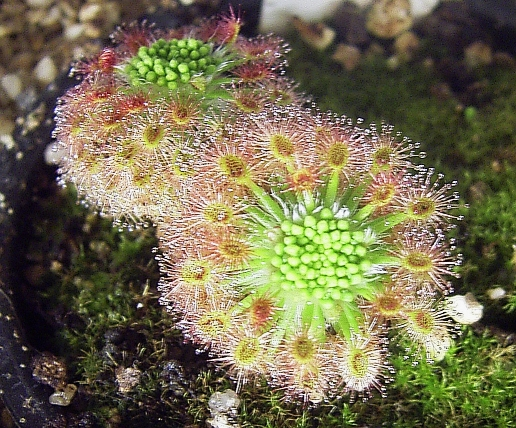
Drosera roseana
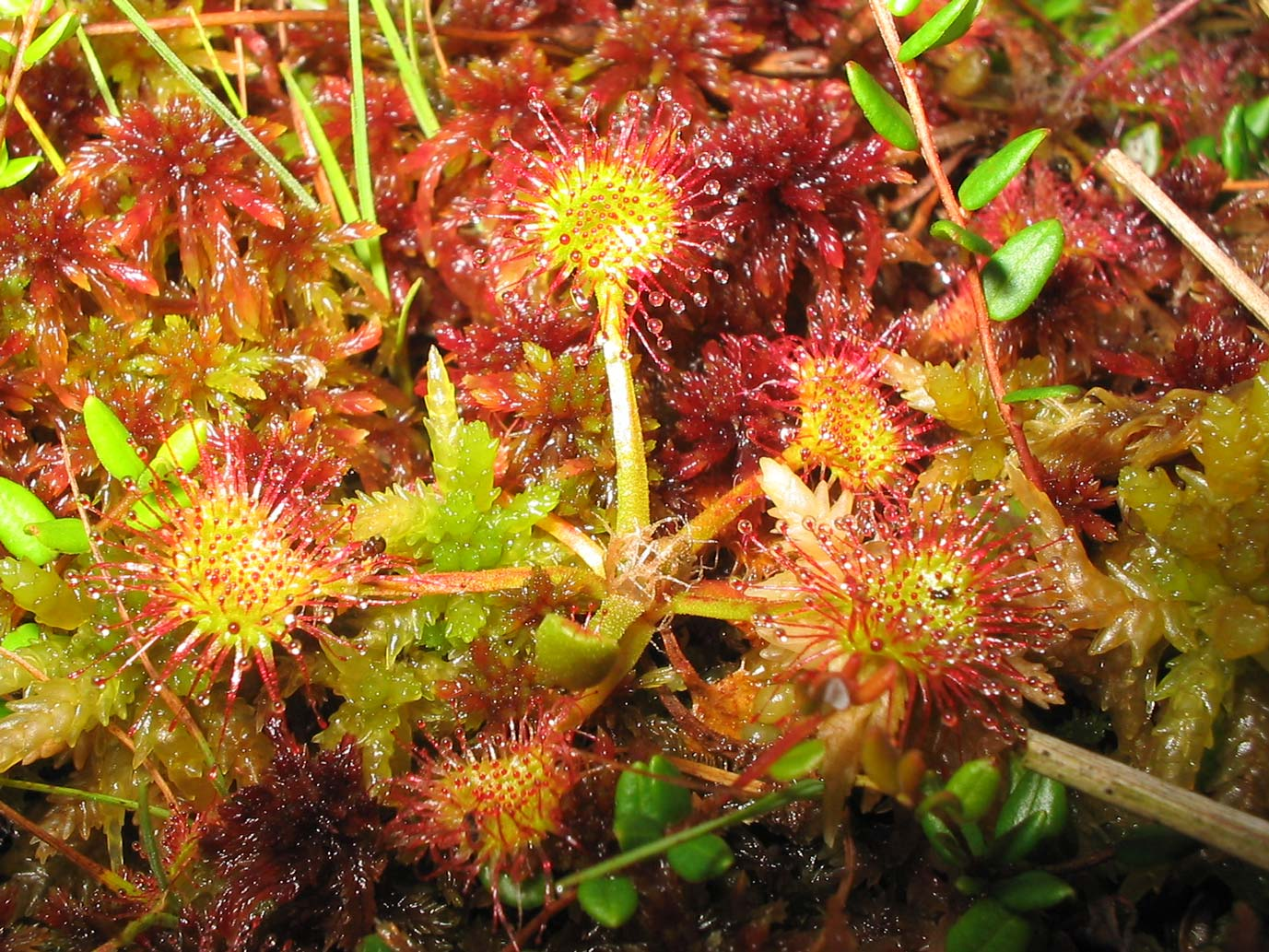
Drosera rotundifolia
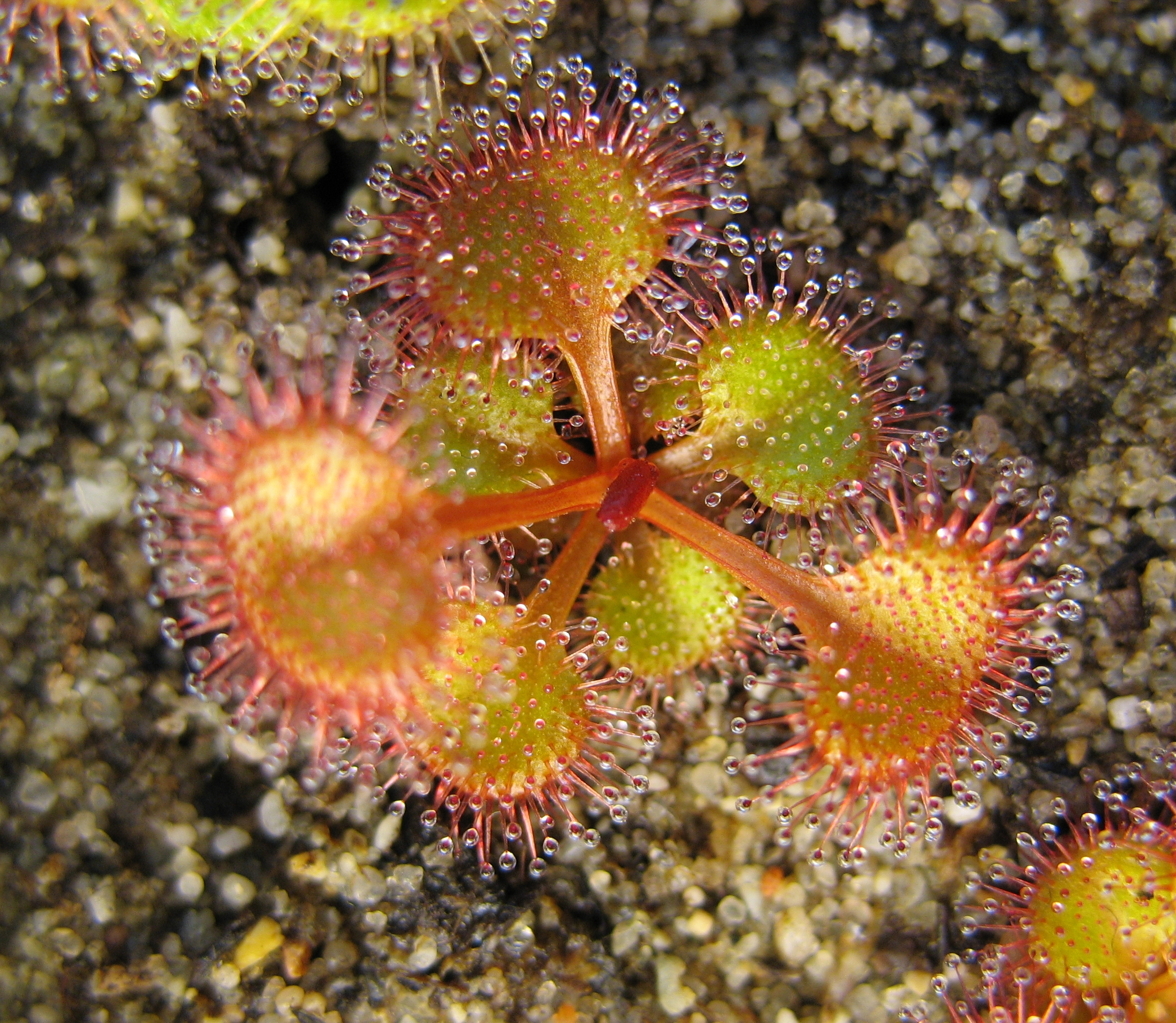
Drosera rupicola
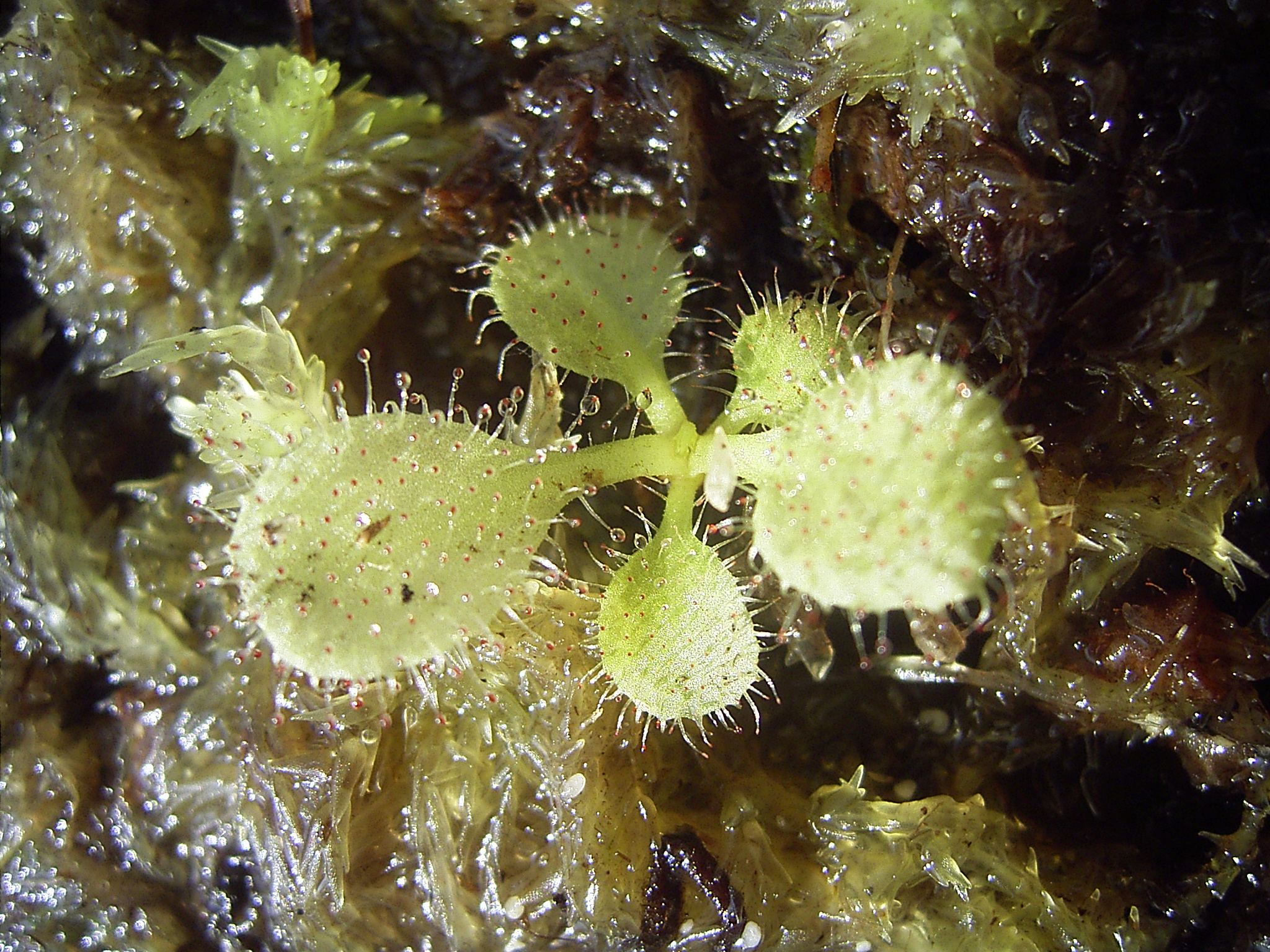
Drosera schizandra
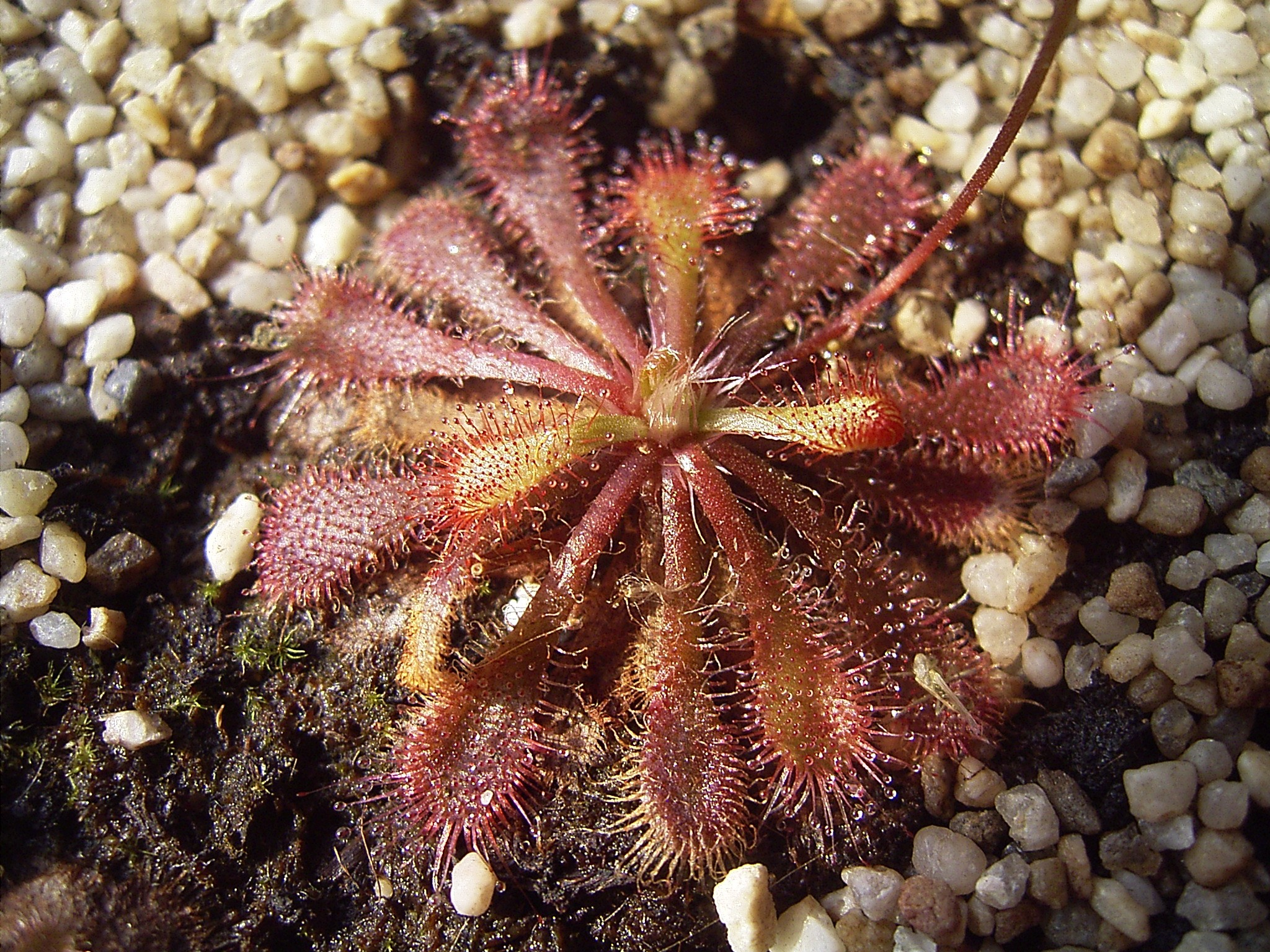
Drosera spatulata
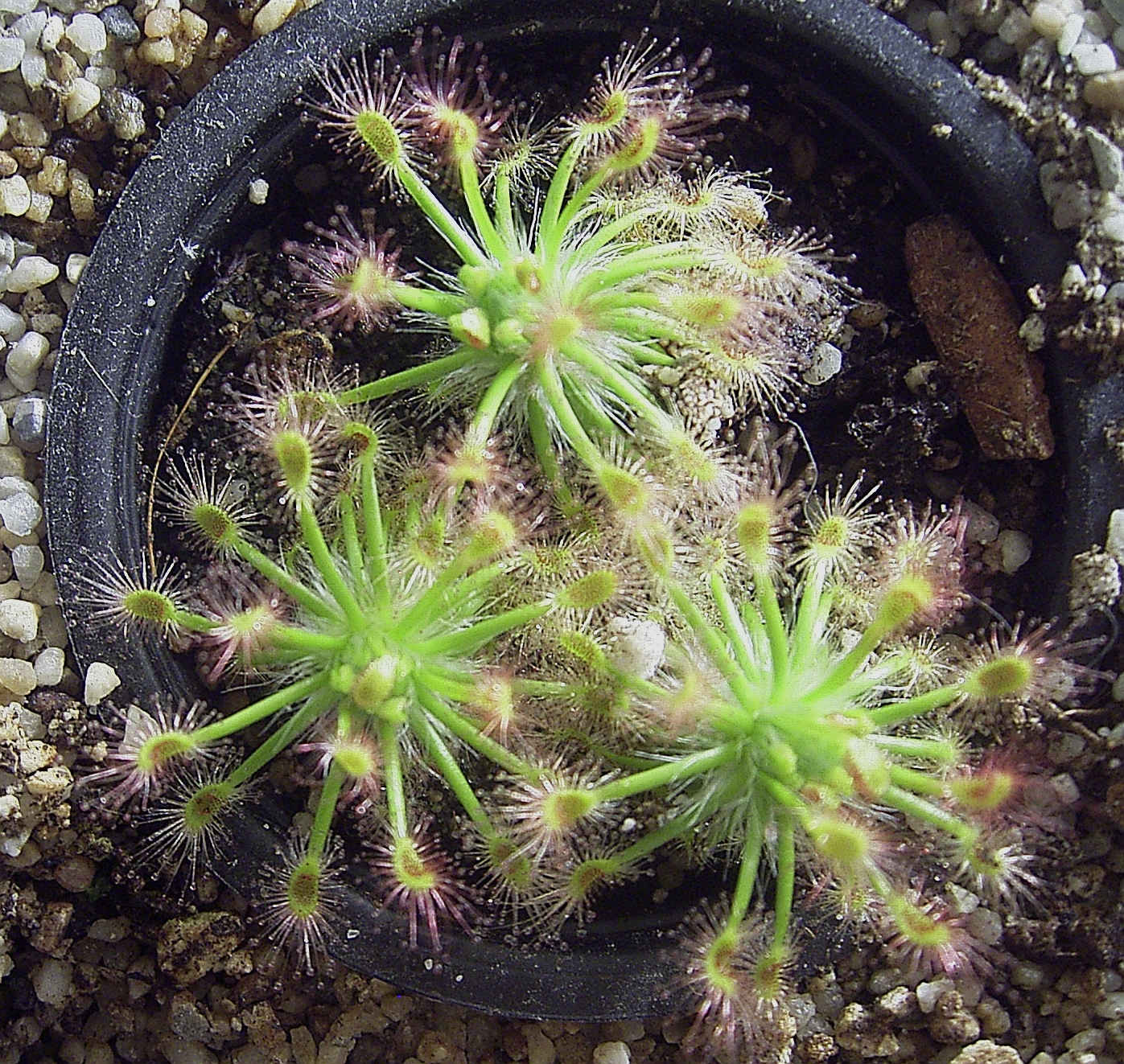
Drosera stelliflora
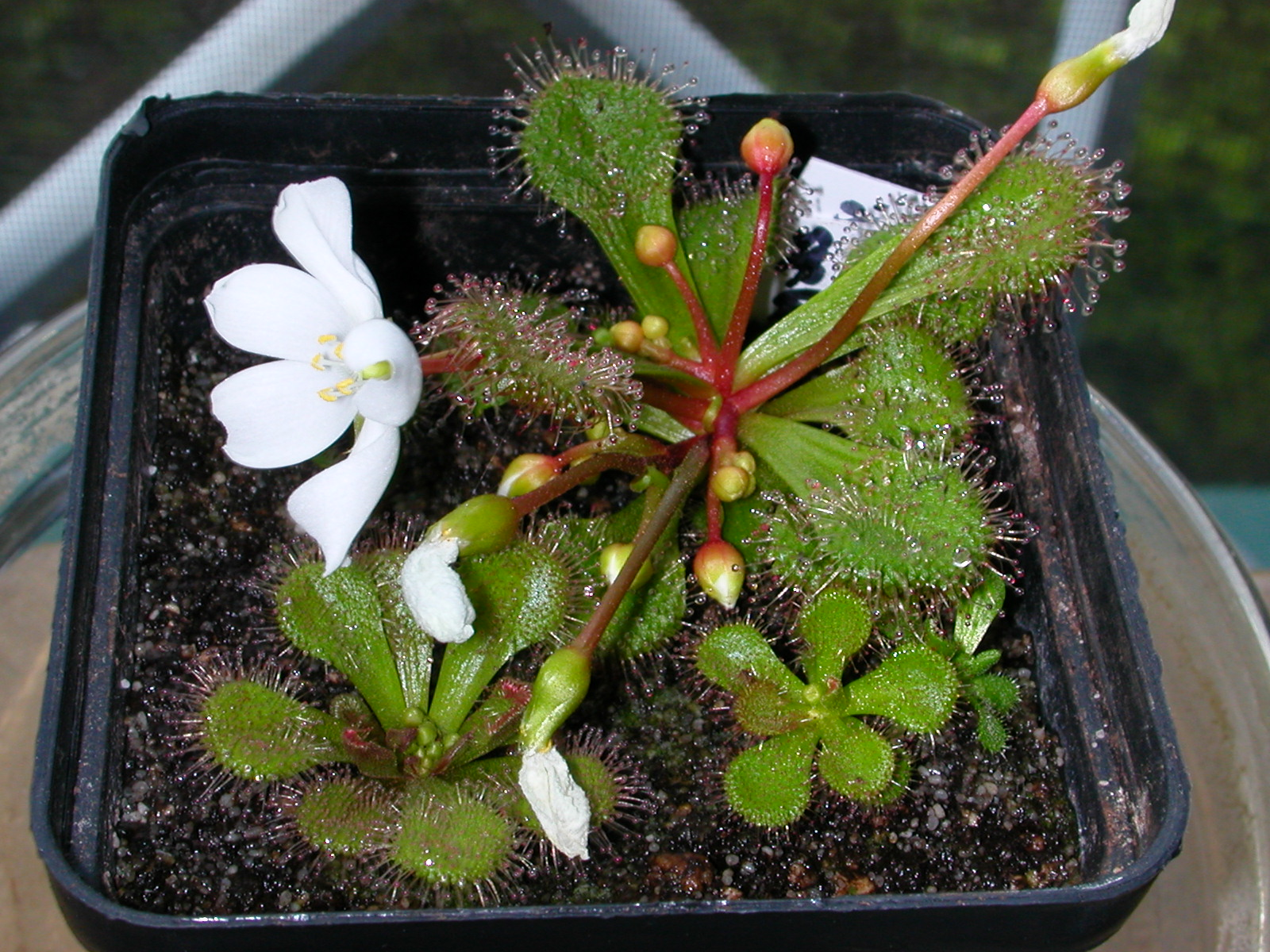
Drosera whittakeri ssp. aberrans
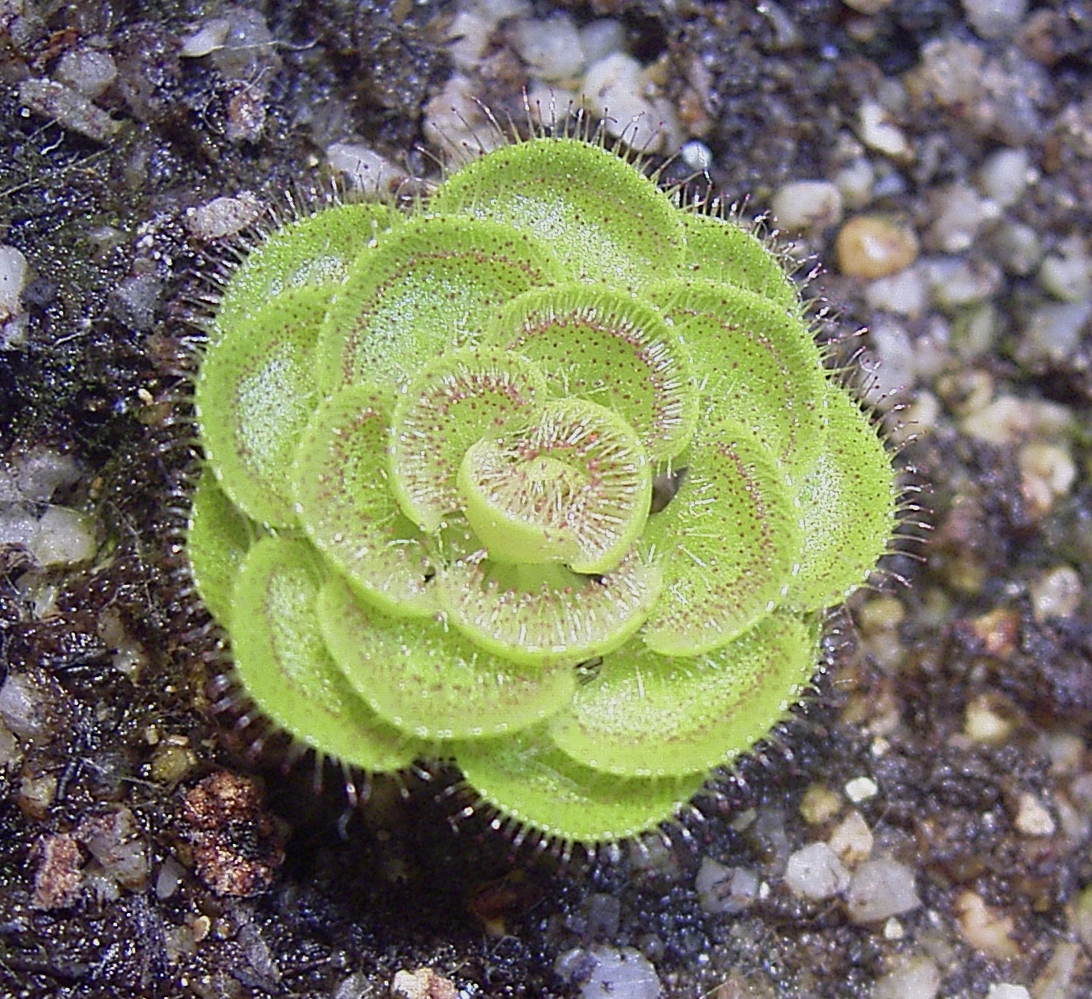
Drosera zonaria
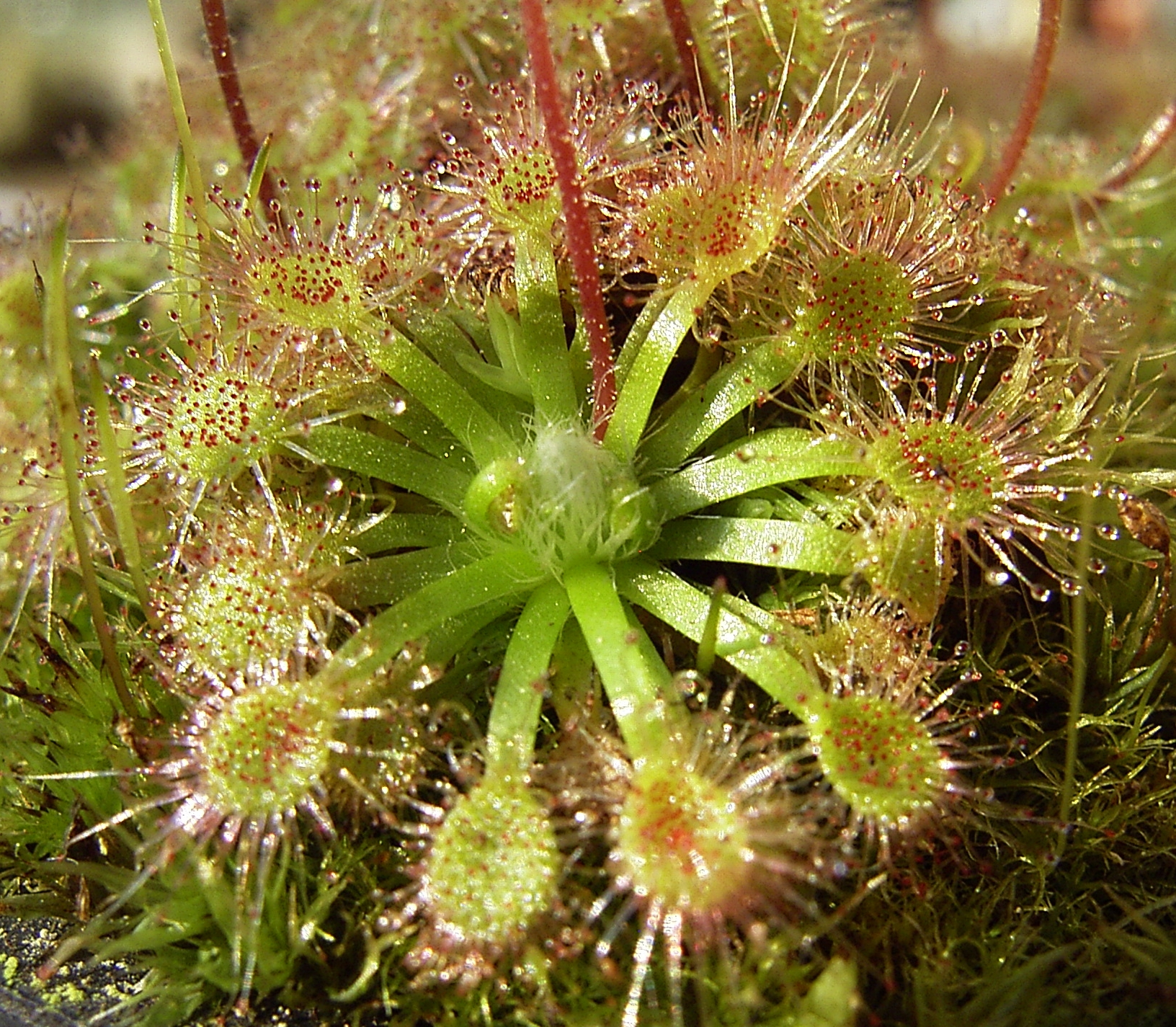
Drosera manii

## Répartition géographique

Drosera adelae
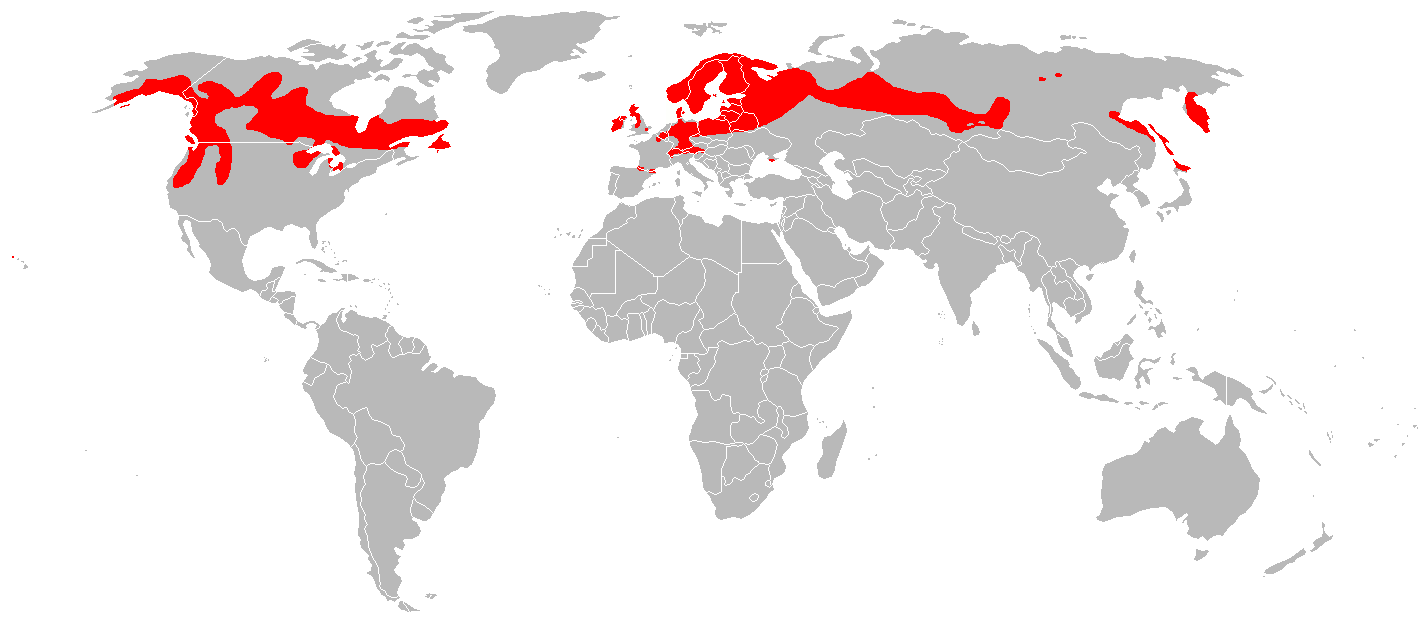
Drosera anglica
Drosera arcturi
Drosera auriculata
Drosera banksii
Drosera dilatato-petiolaris
Drosera falconeri
Drosera fulva
Drosera lanata
Drosera ordensis
Drosera petiolaris
Drosera prolifera
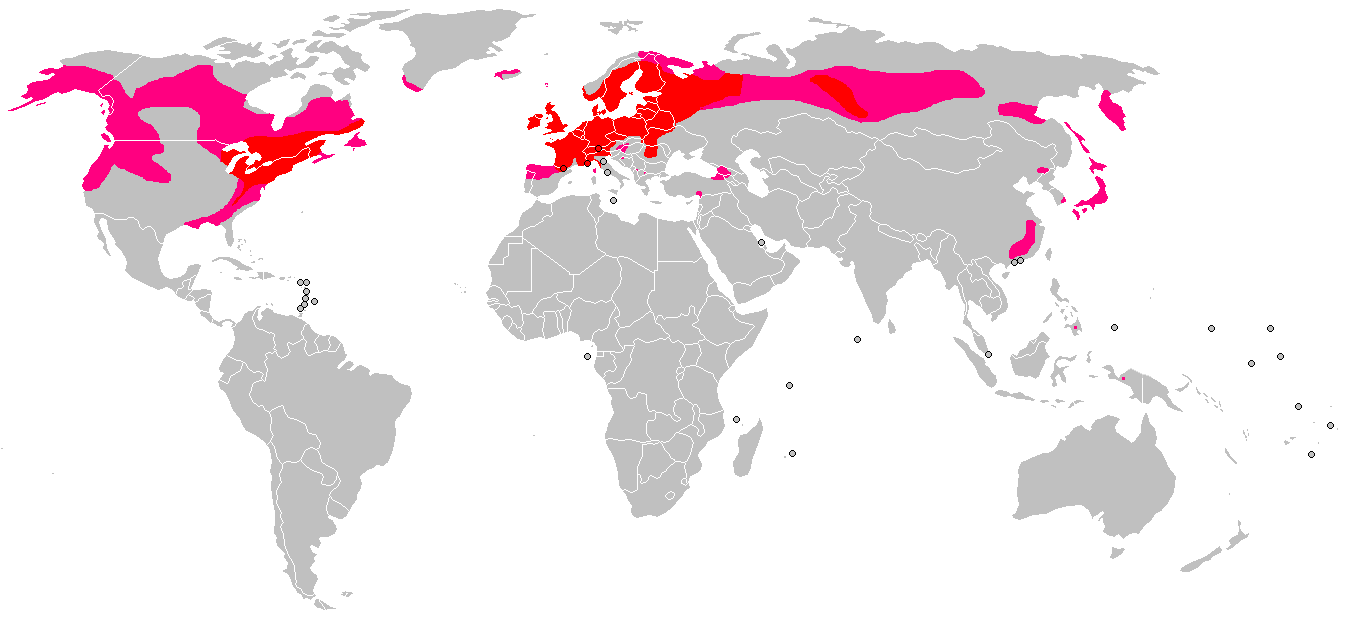
Drosera rotundifolia
Drosera schizandra
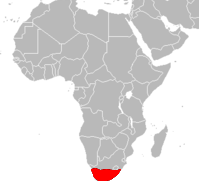
Drosera capensis